# Jean-Michel Basquiat
Pour les articles homonymes, voir Basquiat.
Jean-Michel Basquiat [ ʒɑ̃ miʃɛl baskija], né le 22 décembre 1960 à Brooklyn et mort le 12 août 1988 à NoHo (Manhattan), est un artiste peintre américain. 
Il devient très tôt un peintre d'avant-garde populaire et pionnier de la mouvance underground.

## Biographie

### Enfance
Jean-Michel Basquiat, naît à New York, à Brooklyn, dans le quartier de Park Slope le 22 décembre 1960. Sa mère Matilde est new-yorkaise d'origine portoricaine, et son père Gérard, issu d'une éminente famille haïtienne qui a fui la dictature du régime Duvalier[réf. nécessaire], est expert-comptable à New York,. Jean-Michel a deux jeunes sœurs : Lisane, née en 1964, et Jeanine, née en 1967. Enfant précoce, il apprend à lire et à écrire à quatre ans et parle couramment trois langues à l'âge de huit ans : anglais, français et espagnol. Sa mère, qui est sensible à l'art, emmène régulièrement le jeune Jean-Michel au MoMA et l'encourage à développer ses talents de dessinateur.
En septembre 1968, à l'âge de huit ans, Jean-Michel est percuté par une voiture alors qu'il joue dans la rue avec ses amis. Blessé au bras, il souffre aussi de lésions internes qui nécessitent l'ablation de la rate. Pendant sa convalescence à l'hôpital, sa mère lui fait cadeau d'un traité d'anatomie médicale intitulé Henry Gray's Anatomy of the Human Body (ou plus communément Gray's Anatomy). De même que les planches anatomiques de Léonard de Vinci, cet ouvrage influencera fortement l'artiste dans la première partie de son œuvre ; il s'en inspirera aussi plus tard pour nommer son groupe de musique Gray.
Souffrant de troubles psychiques, sa mère fait régulièrement des séjours en institutions spécialisées. La santé de celle-ci se dégrade et la vie de famille devient difficile. Ses parents se séparent en 1968 et la garde des enfants est confiée au père. Ainsi, ses deux jeunes sœurs et lui partent vivre chez leur père pendant 5 ans, puis la famille déménage en 1974 à Porto Rico. Après deux ans à San Juan, ils regagnent New York. Basquiat a alors 15 ans. Par la suite, il est envoyé dans l'école privée Saint Ann, établissement huppé de Brooklyn dont l'enseignement tourné vers les arts privilégie l'apprentissage pratique. Il y rencontre Al Diaz (en), un graffeur avec qui il se liera d'une profonde amitié. En décembre 1976, il fugue dans Greenwich Village, errant une semaine autour du Washington Square Park, dormant et mangeant là où il peut, avant d'être arrêté et ramené à son père.
Il abandonne l'école secondaire avant la fin de ses études, quitte la maison paternelle d'où il est banni définitivement et part s'installer avec des amis. Il subvient à ses besoins en vendant des T-shirts et des cartes postales de sa fabrication dans la rue, et en travaillant dans une boutique de vêtements.

### Carrière artistique

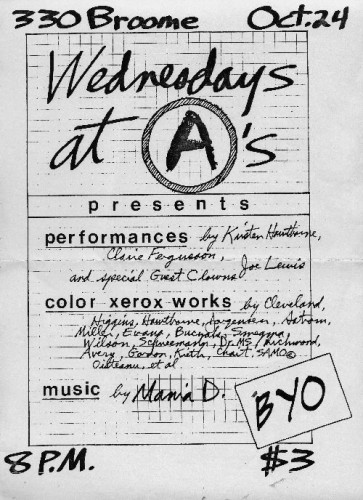
Affiche pour des performances, des travaux Xerox en couleur (dont ceux de SAMO) et de la musique à l'A's (Arleen Schloss, 330 Broome Street) de New York, le mercredi 24 octobre 1979.

En 1976, Jean-Michel Basquiat et ses amis Al Diaz et Shannon Dawson commencent à graffer à proximité des galeries de Manhattan des messages qu'ils signent sous le pseudonyme de SAMO, pour « Same Old shit ». À la même époque Keith Haring recouvre les murs de Radiant Babies. SAMO intrigue et finit par se faire une réputation dans le milieu artistique de l'East Village. Basquiat est invité à une émission de télévision de Glenn O'Brien, et un article lui est consacré en 1978 dans The Village Voice. Il se lie avec Haring, le rappeur Fab Five Freddy et Kenny Scharf. Il continuera à graffer en solo jusqu'en 1979, signant la fin du projet par l'inscription SAMO IS DEAD (SAMO est mort) sur les murs de SoHo. La même année, il fonde le groupe de noise rock Channel 9 puis rebaptisé Gray avec Shannon Dawson, Michael Holman, Nick Taylor, Wayne Clifford et Vincent Gallo. Il y joue de la clarinette et du synthétiseur. Leurs concerts se situent dans la veine du no wave où la dissonance, le bruit et le cri se déploient de manière brute, avec notamment le saxophoniste John Lurie et le guitariste Arto Lindsay.
En 1980, il joue son propre rôle dans le film indépendant Downtown 81 d'Edo Bertoglio, écrit et produit par Glenn O'Brien. O'Brien présente Basquiat à Andy Warhol, avec qui il collaborera plus tard. En juin, Basquiat gagne en notoriété grâce à sa participation au Times Square Show, une exposition collective d'artistes commanditée par Colab and Fashion Moda. La même année, la manifestation New York / New Wave le conduit à exposer auprès de Keith Haring, Andy Warhol et Robert Mapplethorpe. Encouragé par ce succès, au cours duquel il est remarqué par les galeristes Annina Nosei et Bruno Bischofberger qui deviennent ses marchands, il quitte le groupe Gray. 
La même année, Diego Cortez le présente à Henry Geldzahler, historien de l'art et conservateur au Metropolitan Museum of Art qui devient son ami et l'un de ses premiers collectionneurs. 
En 1981, René Ricard publie un article élogieux intitulé The Radiant Child (l'enfant radieux) dans le magazine Artforum, propulsant la carrière de Basquiat.
La galeriste Annina Nosei lui propose de s'installer dans le sous-sol de la galerie, le finance pour qu'il achète des toiles grand format, et organise sa première exposition personnelle à New York. Il collabore à l'exposition du groupe Transavanguardia Italia / America organisée par Achille Bonito Oliva, qui expose ses travaux aux côtés d'artistes néo-expressionnistes tels que Keith Haring et Barbara Kruger, Julian Schnabel, David Salle, Francesco Clemente et Enzo Cucchi.
Basquiat quitte la Galerie Annina Nosei en mai 1982, après avoir passé un mois d'avril mouvementé à Los Angeles où il fait l'objet d'une exposition personnelle à la galerie Larry Gagosian. Bruno Bischofberger devient son marchand exclusif. Basquiat le charge de lui trouver une nouvelle galerie à New York.

Cette même année, il entame une idylle passionnée, immortalisée en photos, avec la chanteuse américaine Madonna, à qui il offre nombre de ses toiles. Après leur séparation, Basquiat prend les tableaux et les recouvre de peinture noire.

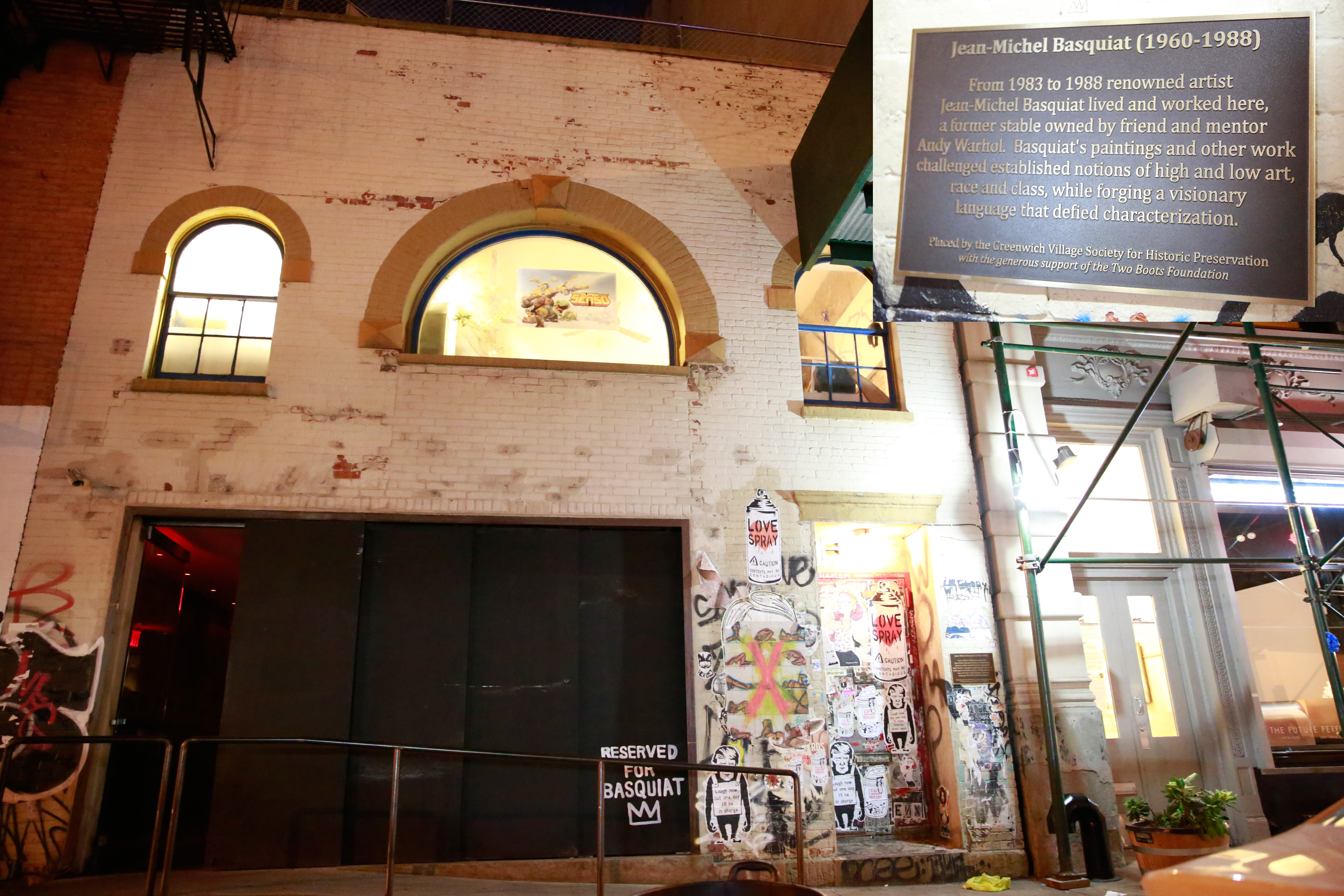
Jean-Michel Basquiat vit de 1983 à 1988 au 57 Great Jones Street à Manhattan où il est mort. Une plaque commémorative est apposée le 13 juillet 2016.

En 1982, il est le plus jeune artiste (21 ans) à exposer à la documenta de Cassel. Il participe en mars 1983 à la Biennale du Whitney Museum of American Art, devenant à 23 ans le plus jeune artiste, là aussi, jamais exposé dans cette exposition. Au mois d'août, il loue un atelier appartenant à Andy Warhol. Ce dernier lui suggère de suivre des cours de dessin anatomique à la New York Academy of Art, et lui recommande de placer son argent. En novembre, sous la direction de Bruno Bischofberger, débutent « les collaborations » qui réunissent Jean-Michel Basquiat, Andy Warhol et Francesco Clemente.
Début 1984 Basquiat part passer trois mois à Maui, à Hawaï où il lit et peint. Il expose à la Mary Boone Gallery à son retour, qui le présente au MoMA en mai, avec la collaboration de Bruno Bischofberger.
En 1985, Basquiat fait la couverture du New York Times Magazine pour le numéro intitulé New Art, New Money: The Marketing of an American Artist (« Art nouveau, argent nouveau, le marketing d'un artiste américain »).
En octobre 1986, il se rend avec son amie Jennifer Goode pour la première fois en Afrique, à l'occasion de son exposition au Centre culturel français (10 au 31 octobre) à Abidjan, en Côte d'Ivoire. Le projet a été initié par Bruno Bischofberger qui a fait intervenir Claudio Caratsch, son ami ambassadeur de Suisse en Côte d’Ivoire, afin qu'il trouve un lieu adéquat. À l'invitation de Georges Courrèges, directeur du CCF, Philippe Briet a assuré l'installation de l'exposition consistant en 23 œuvres provenant de la collection personnelle de l'artiste, dont les maintenant célèbres tableaux Stardust (1983) et Sugar Ray Robinson (1982).
Après un passage à vide à la suite de la mort d'Andy Warhol qui l'affecte grandement, il se remet à travailler et expose à Paris à la galerie Templon en 1987. Il expose également à New York, de nouveau à Paris, puis à Düsseldorf, avant sa mort en 1988.

### Collaboration avec Andy Warhol
Au début des années 1980, Basquiat commence à exposer ses toiles à New York principalement, grâce à plusieurs galeristes. En 1982, il rencontre Andy Warhol. Basquiat voulait devenir célèbre et a tout fait pour réussir. Warhol était la clé de la stratégie de Basquiat. Il cherche à le rencontrer et « possède même une photo de lui au-dessus de son lit ». Il l'aborde tout d'abord dans un restaurant pour lui proposer ses cartes postales puis se rend dans l'atelier de l'artiste. Petit à petit, ils s'attachent très fortement et deviennent bons amis. Ils commencent à s'afficher dans des lieux publics à la mode. Ils finissent par créer plus d'une centaine de toiles ensemble. Basquiat représente d'ailleurs son ami sous la forme d'une banane, Brown Spots (Portraits of Andy Warhol as a Banana).
Les deux artistes possèdent un style qui leur est propre et sont deux légendes de l'art contemporain. Leur collaboration est pleine de succès et d'originalité. Pour Warhol, Basquiat était « un miroir reflétant ce qu'il a été, ce qu'il est et aurait rêvé d'être ». Leur rencontre fut donc marquante sur le plan artistique mais également personnel.
En 1985, ils réalisent ensemble des toiles qu'ils exposent à Zurich, mais qui sont très critiquées. Warhol est accusé d'exploiter et de « manipuler » son ami. Cela est censé marquer la fin de leur amitié sincère tant les critiques sont mauvaises.

### L'argent et la drogue
La très importante, et surtout très rapide commercialisation des œuvres de Jean-Michel Basquiat, qui devient un artiste très prisé du marché de l’art, lui rapporte très vite des sommes considérables, dont lui-même a du mal à prendre conscience. Issu d’un milieu modeste, Jean-Michel Basquiat accède soudain à des moyens qu’il peine à gérer. Sans compte en banque, il empile les liasses de billets dans son appartement, et l’abondance d’argent dans laquelle il est soudain plongé a un fort impact sur son rapport au monde. Basquiat a du mal à trouver sa place dans un milieu où le luxe est commun, et s’adapte difficilement aux codes sociaux des sphères élitistes de l’art contemporain qu’il commence à fréquenter.[Interprétation personnelle ?]
Les moyens très importants auxquels il a soudain accès facilitent l’accès de Basquiat aux drogues, notamment l'héroïne et la cocaïne, auxquelles il était déjà accoutumé dès ses débuts en tant que graffeur. Les drogues jouent un rôle important dans la carrière de Jean-Michel Basquiat, aiguillonnant sa créativité et sa vitesse de production, lui permettant de travailler plus longtemps, selon les dires de ses proches[réf. souhaitée]. Cependant, sa consommation régulière affecte fortement sa santé physique et morale, et Basquiat traverse des périodes très sombres, pendant lesquelles ses œuvres revêtent des esthétiques macabres, exprimant le profond mal-être de l’artiste. Andy Warhol, pendant leur collaboration, a beaucoup œuvré pour tenter d’éloigner son partenaire des produits les plus nocifs, mais à la suite de leur discorde, Jean-Michel Basquiat reprend une consommation très intense, particulièrement après la mort de Warhol, qui le plonge dans une grande détresse. La drogue, réalité très ancrée dans le monde artistique new-yorkais des années 1970-80, constitue une source de productivité importante pour Basquiat, mais, empirant les angoisses et le mal-être de l’artiste, le conduit à la mort le 12 août 1988.[réf. nécessaire]

### Musique
Basquiat était un grand amateur de musique très éclectique. Il écoutait de la musique en peignant. À sa mort, on a retrouvé dans son appartement plus de 3 000 albums. C'est d'ailleurs une musicienne, Debbie Harry du groupe Blondie, qui fut la première à acheter une de ses toiles, Cadillac Moon. Il a également une liaison avec la chanteuse Madonna et se produit avec le groupe Gray. Il affectionne particulièrement le jazz, en particulier le bebop, dont il apprécie la liberté créative. Il produira même un disque, Beat Bop, du duo rap Rammellzee et K-Rob.
Avant tout, la musique est importante pour sa production picturale. Il intègre régulièrement des portraits de musiciens dans ses œuvres. Avec Now's The Time, il reproduit un disque vinyle de Charlie Parker de 1945. Il peint également plusieurs allusions musicales dans ses œuvres.
La thématique de la musique dans l'œuvre de Basquiat fait l'objet d'une exposition du Musée des beaux-arts de Montréal, À plein volume : Basquiat et la musique du 15 octobre 2022 au 19 février 2023 et une à la Philharmonie de Paris, Basquiat Soundtracks du 6 avril au 30 juillet 2023.

### Mort et héritage
Profondément affecté par la disparition d'Andy Warhol le 22 février 1987, Basquiat commence à mener une existence recluse et produit peu. En 1988, après une année et demie d'absence, il expose à nouveau. Malgré le succès de son exposition, il se rend à nouveau à Hawaï au mois de juillet, afin de se défaire de sa toxicomanie. Il rentre à New York le 2 août et déclare être guéri de son addiction.
Dix jours plus tard, Jean-Michel Basquiat est retrouvé mort dans son studio de Great Jones Street qu'Andy Warhol lui louait, d'une surdose d'héroïne et de cocaïne.
À 27 ans, il laisse derrière lui une œuvre de plus de huit cents tableaux et mille cinq cents dessins. Il est quelquefois associé au Club des 27, en compagnie d'autres artistes de la contre-culture décédés au même âge. Il repose au cimetière de Green-Wood à Brooklyn.
Jean-Michel Basquiat n'ayant pas rédigé de testament, ses œuvres sont léguées à ses parents, Gérard et Matilde. Son père devient son exécuteur testamentaire. À sa mort le 7 juillet 2013, il laisse une succession estimée à 45 millions de dollars. Sa mère Matilde, décédée en 2009, laisse une succession estimée par Sotheby’s à 37 millions de dollars.

## SAMO
SAMO est la signature utilisée par Jean-Michel Basquiat et Al Diaz pour leurs graffitis sur les murs de la ville de New York entre 1977 et 1980.
Sa signature, signifiant « Same Old Shit » (toujours la même merde) accompagnait de courtes phrases, tantôt provocatrices, tantôt poétiques, sarcastiques ou ironiques, écrites en lettres majuscules, généralement taguées dans les rues du Sud de Manhattan.
Le film Downtown 81 réalisé par Edo Bertoglio en 1981 offre des images de Basquiat taguant les murs de New York , nous plongeant ainsi dans l'univers de l'artiste.

## Œuvres plastiques
L'œuvre de Basquiat se divise en trois grandes périodes :
- de 1980 à fin 1982, il fait de la peinture sur toile, représentant le plus souvent des personnages squelettiques et des visages ressemblant à des masques. Ces œuvres traduisent son obsession de la mortalité de l'Homme. Il peint aussi des éléments tirés de sa vie dans la rue : voitures, bâtiments, policiers, jeux d'enfants, graffitis ;
- une période intermédiaire, de fin 1982 à 1985, présente des peintures sur panneaux de toutes matières et de toutes formes, et des tableaux individuels avec traverses intermédiaires visibles, une surface dense avec des écritures, des collages, et des représentations sans relation apparente les unes avec les autres. Ces travaux révèlent un fort intérêt pour l'identité noire et hispanique de Basquiat, son identification avec les personnages noirs historiques ou contemporains, et les événements qui leur sont liés ;
- la dernière période, débute vers 1986 et dure jusqu'à sa mort en 1988. Elle montre un nouveau genre de peinture figurative, dans un style différent avec des sources, des symboles et un contenu contrastant avec ses autres peintures.

### Œuvres de Basquiat
| Année | Titres |
| ----- | --- |
| 1977  | - And The Day Divides the Night - (Anti) Product - Portrait of Shannon Dawson - Untitled (Space Pork) |
| 1978  | - City As School - Kennedy - Untitled (Coke Adds Life) - Untitled (Collage With Self-Portrait) |
| 1979  | - Anti-Baseball Cards Product - Assassination of Lee Harvey Oswald - Flying Pig - Social Studies/Self Portrait - Untitled (A Nation of Fools) - Untitled (Anti-Product Card) - Untitled (Black Stamp) - Untitled (Blue) - Untitled (Milk) - Untitled (Olive Oyl) - Untitled (Rock Hudson) - Untitled (Typical Cancer) - Untitled (We'll get you next time) |
| 1980  | - Astronaut - King - Minor success - Postcard (The Team) - Postcard (Top View) - Untitled (Car Crash) - Untitled (Nota) - Untitled (Recto-Verso) - Untitled (Simple Man) - Untitled (Taxi Cab) - You Can't Tell a Pencil From a Breadline - You won't be so arrogant when the police arrive |
| 1981  | - Aaron 1 - Acque Pericolose - An Advertisement for Soda - Aouphilla - Arroz con Pollo - Ashes - Aspuria - Auralia - Bird of God - Bird on Money - Black Door/Nota - Brown Eggs - Contemporary Thinking Forum - Dog Shit in the Head of the Pope - Fallen Angel - Famous Negro Athletes - Fishing - Flats Fix - Fuller Brush - Ghost and Bones - God Law - Gringo Pilot - Gunga Din - Head - Helmet - Henry Geldzahler - Hilaeus - Irony of Negro Policeman - Jimmy Best... - John Coltrane - Just as a Shot Cracked Out - La Hara - Law Office/Notary Public - Marlboro Man - Number 4 - Number 18 - Old Cars - Origin of Cotton - Per Capita - Peso Neto - Poison Oasis - Pork - Rabbi - Red Kings - Red Man - Ring - Salt - Self-Portrait With Friend - Senza Titolo - Slapping Sense in Terms of Ticking Suitcases - Soldiers - Test pattern - The Field Next to the Other Road - The King Picasso - Three Kinds of Fences - Tobacco versus Red Chief - Untitled (Animal) - Untitled (Beisbol) - Untitled (BIP) - Untitled (Car Inside House w Orange and Blue) - Untitled (Cars/Teepees) - Untitled (Chinese man, orange) - Untitled (Fallen Angel) - Untitled (Foot) - Untitled (Gun) - Untitled (Head with Square) - Untitled (House with S and Baseball) - Untitled (Head) - Untitled (Helmet) - Untitled (Jail) - Untitled (Julius Caesar on Gold) - Untitled (Jumping Zebra) - Untitled (Man on Left) - Untitled (Monopoly) - Untitled (Poedi) - Untitled (Portrait of Steven Lack) - Untitled (Running Communist Man) - Untitled (Silver Ebony) - Untitled (Skull) - Untitled (Suite of Fourteen Drawings) - Untitled (Tar) - Untitled (Three Cars) - Untitled (Train) - Untitled (Two Heads) - Untitled (We have decided) - Untitled (Wooden Triptych) - World Crown - Young Picasso |
| 1982  | - 59 Homers - Ajoco - All Colored Cast I - All Colored Cast II - Anatomy : Anterior View - Angel - A Panel of Experts - Baby boom - Banker - Baptism - Black Figure - Black Skull - Black Tar and Feathers - Blue - Boone - Boxer - Boy and Dog in a Johnnypump - Cabeza - Cantasso - Carbon Dating System Versus Scratch Proof Tape - Cassius Clay - Cereal Box - Charles The First - Circus Vomit, Mostly Pink - CPRKR - Crisis X - Crown Hotel (Mona Lisa Black Background) - Delta - Diagram of the Ankle - Did The First Man Eat Pig ? - Do Not Revenge - Donut Revenge - Dos Cabezas - Earlm - Electric Chair - Equals Pi - Ernok - Extra Cigarette - Flypaper - Furious Man - Gem Spa - Golden Bones - Hammer and Sickle - Head of a Fryer - Head of The Mandible - Heavyweight Crown King of Boxing - Humidity - Icon 6 - Indian Warrior With House - In the Cipher - Jackson - Jawbone of an Ass - Jersey Joe Walcott - Job Analisis - John Lurie - Kings of Egypt I - Leonardo Da Vinci's Greatest Hits - LNAPRK - Low pressure Zone - Made in Japan I - Maid from Olympia - Mater - Man Struck by Lightning - 2 Witnesses - Mecca - Mostly Old Ladies - Multiflavors - Native Carrying Some Guns, Bibles, Amorites on Safari - Not Detected - Obnoxious Liberals - Offensive Orange - Olive Oil - Orange Sports Figure - Palm Springs Jump - Philistines - Piscine vs The Best Hotels - Portrait of a one A.K.A. King - Portrait of Henry Geldzahler - Portrait of the Artist as a Young Derelict - Portrait of VRKS - Profit I - Price of Gasoline in the Third World - Pure at Heart - Quality Meats For The Public - Radium 23 - Rape of Roman Torsos - Red Man One - Red Rabbit - Ribs Ribs - Rinso. Set I - Robotman and Woman - Rome Pays Off - Santo #1 - Santo vs Second Avenue - Self-Portrait as a Heel - Self-Portrait as a Heel, Part II - Self-Portrait with Suzanne - Side View of an Oxen's Jaw - Sin Hueso - Six Crimee - Six Fifty - Slave Auction - Slide Germ - Speaks For Itself - St. Joe Louis Surrounded Snake - Stroll - Sugar Ray Robinson - Tartar - The Guilt of Gold Teeth - The Ruffians - The Scapula - The Two Boxers - The Wolves - Three Delegates - Three Quarters of Olympia Minus the Servant - Trunk - Tuxedo - Two Heads on Gold - Untitled (400-266) - Untitled (Anatomy) - Untitled (Anyhome USA) - Untitled (Aopkhes) - Untitled (Bat and Ghost) - Untitled (Black Figure) - Untitled (Crown of Thorns) - Untitled (Dinosaur) - Untitled (How to do Strong Man Tricks Without Strength) - Untitled (Indian Ship) - Untitled (Lead Dust) - Untitled (Man With Bow) - Untitled (Many Figures) - Untitled (Murdered Negros) - Untitled (Oats) - Untitled (Pecho/Oreja) - Untitled (Peso Neto) - Untitled (Pestus) - Untitled (Plato and Venus) - Untitled (Portrait of Joe Louis) - Untitled (Prophet I) - Untitled (Rome) - Untitled (Side Burns) - Untitled (The Black Athlete) - Untitled (The Daros Suite of Thirty-two Drawings) - Untitled (Wooden Airplane) - Untitled (Yellow Tar and Feathers) - Vehement Alley Cats - VNDRZ - War Hero - Warrior |
| 1983  | - 50 Cent Piece - 59 Cents (2 For a Dollar) - Abuelita - All Beef - Angry - Ascent - Back of the Neck - BAP - Big Shoes - Bishop - Bit Kabuki Player - Blue Heads - Boxer Rebellion - Bracco di Ferro - Brother's Sausage - Catharsis - Chicken Wing Three - Chimp - Danny Rosen - "Da Vinci's Water Theory" For Victor Hugo - Defacement (The Death of Michael Stewart) - Discography (One) - Discography (Two) - Dos Cabezas II - Dos Cabezas III - Dwellers in the Marshes - Early Moses - El Gran Espectaculo (History of Black People) - Eyes and Eggs - Fake/New - False - Five Fish Species - Flash in Naples - Florence - Formless - Fuego Flores - Gillman - Greenish Skin - Hallop - Hector - Hoax - Hollywood Africans - Hollywood Africans in front of the Chinese - Horn Players - Infantry - In Italian - In this Case - Jesse - Justcome Suit - King Alfonso - King Brand - Krong Thip (Torso) - La Colomba - Large Body of Water - Leeches - Lee Harvey Oswald - Leg of a Dog - Leonardo - Liberty - Life Like Son of Barney Hill - Lye - Mace - Male Figure (Study) - Matisse Matisse Matisse - Mitchell Crew - Mona Lisa - Monticello - Mr. Kipper - Museum Security (Broadway Meltdown) - Napoleon Stereotype as Portrayed - Napoleonic Stereotype circa'44 - Natives Carrying Things - No Authoriky - Notary - Onion Gum - Peptic Ulcer - Piano Lesson (For Chara) - Pigeon Anatomy - Plaid - Punchbag - Pyrex Jaw - Red Savoy - Replicas - Revised Undiscovered Genius of The Mississippi Delta - Roast - Scapula - Sell Grit - Skin Head Wig - Snakeman - Soothsayer - Studio Studios - Swiss House on Fire - Techu-Anpu - Television and Cruelty to Animals - Tesla vs. Edison - The Nile - Thirty-Sixth Figure - Thor - Titian - Tokma - Toussaint Louverture versus Savonarola - Trick Black Soap - Two Wax Versions of Vincent Van Gogh - Unbleache Titanium - Undiscovered Genius of the Mississippi Delta - Untitled (Call Girl) - Untitled (Crown) - Untitled (Dallas) - Untitled (Easel) - Untitled (Ego) - Untitled (Half-Eaten) - Untitled (Karate II) - Untitled (Karate III) - Untitled (Keith Haring) - Untitled (Leonardo and his Five Grotesque Heads) - Untitled (Per Capita) - Untitled (Phalo Blue) - Untitled (Return of the Central Figure) - Untitled (Scipio A.) - Untitled (Slingshot) - Untitled (Soap) - Untitled (Spermatozoon) - Untitled (Standing Man With Torch) - Untitled (Stardust) - Untitled (Stomach) - Venus - Vincent With Whore - Walt Disney - Wax Museum - Wolf Sausage - Year of the Boar |
| 1984  | - 2 1/2 Hours of Chinese Food - Aboriginal - Air Power - Alpha Particles - Ancient Scientist - A Next - Ape - Arizona - Ass Killer - At Large - Bayou - Big Joy - Big Snow - Big Sun - Bird as Buddha - Bird of Paradise - Brown Face - Brown Spots - Campaign - Carbon/Oxygen - Cash Crop - Chemical Alphabet - Cow - Currency - Deaf (Blind Harp Player) - Desmond - Earth - Eating Birds - Eye Africa - Five Stages of Sleep - Flexible - Fotting and Drinking - Freddie - Gas Truck - Grazing - Soup to Nuts - Grillo - Gold Griot - Hallop - Izod - J.D. Card - Joy - Jump King - K.B. The White Man - King of the Zulus - Lead Plate with Hole - Lf - Logo - Lungs and Bladder - Magic Black Snakes - Max Roach - Melting Point of Ice - MGM 1930 - More Dried Flowers - Mr. T. - M.T. - OMRAVS - Pablo Picasso - Pakiderm - Parts - Pedestrian - Pedestrian 2 - Peel Quickly - Pez Dispenser - Plastic Sax - Porter - Portrait of Jean Kallina - Portrait of Keith Haring - Portrait of Sandro Chia - Pre-Agrav - Pyro - Raw Sewage - Red Joy - René Ricard - Ribbon Release - Rodo - Rubber - Rusting Red Car in Kuau - Sienna - Skin Flint - Slaveships (Tobacco) - Spike - Thin Foil - Three Pontificatores - Ting - Toxic - Tre Amici - Trumpet - Two-sided Coin - UFOs - Ultraviolet - Untitled (Bad Liver/Acid Stomach) - Untitled (Bad Tooth and Ivory) - Untitled (Bridge and Jail) - Untitled (Car Freshener) - Untitled (Chinese) - Untitled (Everybody's 2 Cents) - Untitled (Flaid) - Untitled (Four Rivers of Life) - Untitled (Hotel no.58) - Untitled (It's All The Same) - Untitled (Skull B) - Untitled (Solanamum) - Untitled (Yellow) - Vitaphone - Water-worshipper - Welcoming Jeers - Wicker - Wine of Babylon - Winter/Spring - Zing - Zydeco |
| 1985  | - Action Hand Throws Laser Bombs - Alchemy - An Opera - Antar - Birks - Darwin - Elaine - Ellington - Enob - Fat Ray - Glenn - Heaven (Dead Bird) - Hohner - Hong Kong - J's Milagro - Larry - Liberty Liberty - Madonna - Marmaduke - Muscles of Right Orbit - Natchez - N. Four - Now's the Time - Overrun - Paco - Padrino - Pater - Peter and the Wolf - Pharynx - Portrait of Jon - Portrait of Reid Stowe - Potomac - Pree - Quij - Reok - Rubber - Santo - South Africa Nazism - St. Buzzard - Taxi, 45th/Broadway - Tenor - Thermopolae - Turtle Creek - Untitled (Cat Shit) - Untitled (Cowboys and Gurus) - Untitled (For B.A.M.) - Untitled (Jet Mixer Ejector) - Untitled (Louis Armstrong) - Untitled (Oxygeno) - Untitled (Self-Portrait With Tie) - Untitled (Tecumseh) - Van Allen Belt |
| 1986  | - Action Comics - Because It Hurts The Lungs - Black - Boxeo - Dark Milk - Dinah Washington - Embittered - Flexicon - Free Comb With Pagoda - Ghost - Gin Soaked Critic - Gri Gri - In Color - Jazz - Jewess - Jim Crow - Light Cone - Manuel Michaelangelo Reyes - Mono - Mr. Greedy - Negro period - Nod - Procession - Rose Thorn - Saxaphone - Senza Titolo - The Elephant - The Thinker - Thin In The Old - To Repel Ghosts - Tyranasaurus Rex - Untitled (Duchamp, Pollock, Rauschenberg, Lichtenstein) - Untitled (E Pluribus Unim) - Untitled (Fist) - Untitled (Left Entrance Hall) - Untitled (Longevity Prosperity) - Untitled (Lung) - Untitled (The Master Builder) - Untitled (Too Riches) - Untitled (Wash Teeth Here) |
| 1987  | - After Puno - Caucasian/Negro - Despues de un Puno - Easy Mark Sucker - Coach - Eroica - Five Cents - Floyd O'Brien - Glassnose - Gravestone - Harlem Paper - King Pleasure - Light Blue Movers - Love Dub For A - Neptune - Pegasus - Riddle Me This, Batman - Sophisticated Lady - The Whole Livery Line - To Be Titled - Unbreakable - Untitled (Achtung) - Untitled (Apply to Forehead) - Untitled (Colored Boy Piano Player) - Untitled (Devil's Head) - Untitled (Four Hundred + Eighty (six 100 acres) Wheat Crop) - Untitled (Head and Watermelon) - Untitled (Ideal) - Untitled (Napoleonic Code) - Untitled (Oxygen Destroyer) - Untitled (Swinging Diamonds) - Untitled (The Sky is the Limit) - Victor 25448 |
| 1988  | - Booklet "Old Dutch" Cleanser - Dr Jekyll / Mr Hyde - Eroica I - Eroica II - Exu - Hans Mayer - Head with $ Me - Orange - Oreo - Riding with Death - She Installs Confidence and Picks Up his Brain Like a Salad - Supercomb - The Dingoes that Park their Brains with their Gum - Tiger Teeth - Untitled (Popeye) - Untitled (Spin Dry) |

## Liste des expositions

### Rétrospectives
- Jean-Michel Basquiat : Paintings 1981-1984 - The Fruitmarket Gallery, Édimbourg, Royaume-Uni, août-septembre 1984. Exposition itinérante. Institute of Contemporary Arts, Londres, décembre 1984 - janvier 1985 / Musée Boijmans Van Beuningen, Rotterdam, Pays-Bas, février-mars 1985.
- Jean-Michel Basquiat : To Repel Ghosts - Kestnergesellschaft, Hanovre, Allemagne, 28 novembre 1986 - 25 juin 1987.
- Jean-Michel Basquiat : Une rétrospective - Musée Cantini, Marseille, France, 4 juillet - 20 septembre 1992.
- Jean-Michel Basquiat - Whitney Museum of American Art, New York, 23 octobre 1992 - 13 février 1993. Exposition itinérante. The Menil Collection, Houston, mars-mai 1993 / Des Moines Art Center, Iowa, mai-août 1993 / Montgomery Museum of Fine Art, Alabama, novembre 1993 - janvier 1994.
- Jean-Michel Basquiat - Kaohsiung Museum of Fine Arts, Taiwan, 26 janvier – 27 avril 1997. Exposition itinérante. Taichung Museum, Taiwan, 4 mai - 4 juin 1997.
- Jean-Michel Basquiat : Gemälde und Arbeiten auf Papier (Paintings and Works on Paper) : The Mugrabi Collection - Museum Würth, Künzelsau, Allemagne, 27 septembre 2001 - 1er janvier 2002.
- Basquiat - Brooklyn Museum, New York, 11 mars - 5 juin 2005[34]. Exposition itinérante. Museum of Contemporary Art, Los Angeles, 17 juin - 10 octobre 2005 / The Museum of Fine Arts, Houston, 20 novembre 2005 - 16 février 2006.
- Jean-Michel Basquiat - Museo d'Arte Moderna, Lugano, Suisse, 20 mars - 14 juin 2005.
- Basquiat 1960-1988 - Basquiat Retrospective - Shanghai Duolun Museum of Modern Art, Shanghai, 24 février - 10 avril 2006.
- The Jean-Michel Basquiat Show - Triennale de Milan, Italie, 19 septembre 2006 - 28 janvier 2007[35].
- Basquiat, una antología para Puerto Rico - Museo de Arte de Puerto Rico, production ArtPremium, Santurce, San Juan, Porto Rico, 21 octobre 2006 - 7 janvier 2007[36].
- Jean-Michel Basquiat : Ahuyentando fantasmas (To Repel Ghosts) - Fundación Botin, Santander, Espagne, 15 juin - 14 septembre 2008[37]. Exposition itinérante. Jean-Michel Basquiat : Fantasmi da scacciare - Palazzo Ruspoli, Fondazione Memmo, Rome, 2 octobre 2008 - 1er février 2009.
- Basquiat - Fondation Beyeler, Bâle, Suisse, 9 mai 2010 - 5 septembre 2010. Exposition itinérante. Musée d'art moderne de la ville de Paris, 15 octobre 2010 - 30 janvier 2011[38]. Cette rétrospective a reçu le Globe de cristal 2011 de la meilleure exposition[39].
- Jean-Michel Basquiat : Now's the Time - Musée des beaux-arts de l'Ontario, Toronto, Canada, 7 février - 10 mai 2015[40]. Exposition itinérante. Jean-Michel Basquiat : Ahora es el momento - Musée Guggenheim, Bilbao, Espagne, 3 juillet 2015 - 1er novembre 2015[41].
- Jean-Michel Basquiat - Mudec, Milan, Italie, 28 octobre 2016 - 26 février 2017.
- Basquiat: Boom for Real - Barbican Art Gallery, Londres, Royaume-Uni, 21 septembre 2017 - 28 janvier 2018. Exposition itinérante. Schirn Kunsthalle Frankfurt, Allemagne, 16 février - 27 mai 2018.
- Jean-Michel Basquiat - Fondation d'entreprise Louis Vuitton, Paris, 3 octobre 2018 - 14 janvier 2019.

### Expositions personnelles
| Année | Expositions personnelles |
| ----- | --- |
| 1980  | - SAMO© - Arleen Schloss, New York. |
| 1981  | - SAMO - Galleria d’Arte Emilio Mazzoli, Modène, Italie. |
| 1982  | - Jean-Michel Basquiat - Annina Nosei Gallery, New York. - Jean-Michel Basquiat - Blum/Helman, New York. - Jean-Michel Basquiat - Fun Gallery, New York. - Jean-Michel Basquiat - Galerie Bruno Bischofberger, Zurich, Suisse. - Jean-Michel Basquiat - Galerie Delta, Rotterdam, Pays-Bas. - Jean-Michel Basquiat - Galleria Mario Diacono, Rome. - Jean-Michel Basquiat - Marlborough Gallery, New York. - Jean-Michel Basquiat : Paintings - Larry Gagosian Gallery, Los Angeles. - Jean-Michel Basquiat : Works on Paper - Galerie Gagosian, Los Angeles. |
| 1983  | - Jean-Michel Basquiat - Akira Ikeda Gallery, Tokyo. - Jean-Michel Basquiat - Annina Nosei Gallery, New York. - Jean-Michel Basquiat - Galerie Bruno Bischofberger, Zurich, Suisse. - Jean-Michel Basquiat - West Beach Café, Venice, États-Unis. - Jean-Michel Basquiat : New Paintings - Larry Gagosian Gallery, Los Angeles. |
| 1984  | - Jean-Michel Basquiat - Mary Boone Gallery, New York. - Jean-Michel Basquiat : New Paintings - Carpenter + Hochman Gallery, Dallas, États-Unis. |
| 1985  | - Jean-Michel Basquiat - Galerie Bruno Bischofberger, Zurich, Suisse. - Jean-Michel Basquiat - Mary Boone-Michael Werner Gallery, New York. - Jean-Michel Basquiat - University Art Museum, University of California, Berkeley. Exposition itinérante. La Jolla Museum of Contemporary Art, San Diego, États-Unis. - Jean-Michel Basquiat : Drawings - Akira Ikeda Gallery, Nagoya, Japon. - Jean-Michel Basquiat : Paintings - Akira Ikeda Gallery, Tokyo. - Jean-Michel Basquiat : Paintings from 1982 - Annina Nosei Gallery, New York. |
| 1986  | - Jean-Michel Basquiat - Fay Gold Gallery, Atlanta, États-Unis. - Jean-Michel Basquiat - Galerie Delta, Rotterdam, Pays-Bas. - Jean-Michel Basquiat - Kestner-Gesellschaft, Hanovre, Allemagne. - Jean-Michel Basquiat - Larry Gagosian Gallery, Los Angeles. - Jean-Michel Basquiat - Michael Werner Gallery, Cologne, Allemagne. - Jean-Michel Basquiat : Bilder, 1984-86 - Galerie Thaddaeus Ropac, Salzbourg, Autriche. - Jean-Michel Basquiat : Drawings - Akira Ikeda Gallery, Nagoya, Japon. - Jean-Michel Basquiat : Drawings - Galerie Bruno Bischofberger, Zurich, Suisse. - J.-M. Basquiat - Centre Culturel Français, Abidjan, Côte d'Ivoire. |
| 1987  | - Jean-Michel Basquiat - Galerie Daniel Templon, Paris. - Jean-Michel Basquiat : Drawings - Galerie Thaddaeus Ropac, Salzbourg, Autriche. - Jean-Michel Basquiat : Drawings - P.S. Gallery, Tokyo. - Jean-Michel Basquiat : Drawings - Tony Shafrazi Gallery, New York. - Jean-Michel Basquiat : New Works - Akira Ikeda Gallery, Tokyo. |
| 1988  | - Jean-Michel Basquiat - Galerie Michael Haas, Berlin. - Jean-Michel Basquiat - Galerie Yvon Lambert, Paris. - Jean-Michel Basquiat - Vrej Baghoomian Gallery, New York. - Jean-Michel Basquiat : Important Drawings - Fay Gold Gallery, Atlanta, États-Unis. - Jean-Michel Basquiat : Memorial Exhibition - Annina Nosei Gallery, New York. - Jean-Michel Basquiat : Neue Arbeiten - Galerie Hans Mayer, Düsseldorf, Allemagne. - Jean-Michel Basquiat : Paintings - Gallery Schlesinger Limited, New York. - Jean-Michel Basquiat : Paintings, Drawings - Galerie Thaddaeus Ropac, Salzbourg, Autriche. - Jean-Michel Basquiat : Peintures - Galerie Beaubourg, Paris. |
| 1989  | - Jean-Michel Basquiat - Dau al Set, Galeria d’Arte, Barcelone, Espagne. - Jean-Michel Basquiat - Galerie Enrico Navarra, Paris. - Jean-Michel Basquiat - Vrej Baghoomian Gallery, New York. - Jean-Michel Basquiat : Das zeichnerische Werk - Kestner-Gesellschaft, Hanovre, Allemagne. - Jean-Michel Basquiat : Paintings, Drawings - Galerie Thaddaeus Ropac, Salzbourg, Autriche. |
| 1990  | - Jean-Michel Basquiat - Galerie Boulakia, Paris. - Jean-Michel Basquiat - Galerie Le Gall Peyroulet, Paris - Jean-Michel Basquiat : Drawings - Robert Miller Gallery, New York. |
| 1991  | - Jean-Michel Basquiat : Œuvres sur papier - Galerie de Poche, Paris. - Jean-Michel Basquiat : Oil Paintings, Drawings, Etc. - P.S. Gallery, Tokyo. |
| 1992  | - Jean-Michel Basquiat - Galerie Eric van de Weghe, Bruxelles. - Jean-Michel Basquiat - Vrej Baghoomian Gallery, New York. - Installation of Nu Nile and Untitled - The Metropolitan Museum of Art, New York. |
| 1993  | - Jean-Michel Basquiat - Alpha Cubic Gallery, Tokyo. - Jean-Michel Basquiat - FAE, Musée d’Art Contemporain, Pully-Lausanne, Suisse. - Jean-Michel Basquiat - Galerie Bruno Bischofberger, Zurich, Suisse. - Jean-Michel Basquiat - Galerie Enrico Navarra, Salon de Mars, Paris. - Jean-Michel Basquiat - Gallery Delta, Rotterdam, Pays-Bas. - Jean-Michel Basquiat - Gallery Sho Contemporary Art, Tokyo. - Jean-Michel Basquiat - Newport Harbor Art Museum, Newport Beach, Californie, États-Unis. - Jean-Michel Basquiat : Paintings - Tony Shafrazi Gallery, New York. - Jean-Michel Basquiat : Peinture, dessin, écriture - Musée-Galerie de la Seita, Paris. |
| 1994  | - Jean-Michel Basquiat - Henry Art Gallery, University of Washington, Seattle, États-Unis. - Jean-Michel Basquiat - Johnson County Community College Gallery of Art, Overland Park, États-Unis. - Jean-Michel Basquiat : The Blue Ribbon Paintings - Mount Holyoke College Art Museum, South Hadley. Exposition itinérante. Wadsworth Atheneum, Hartford / The Andy Warhol Museum, Pittsburgh / Museum of Contemporary Art, Miami, États-Unis. - Jean-Michel Basquiat : Works in Black and White - Robert Miller Gallery, New York. |
| 1996  | - Basquiat - The Bruce Museum, Greenwich, Connecticut, États-Unis. - Jean-Michel Basquiat - Galerie Bruno Bischofberger, Zurich, Suisse. - Jean-Michel Basquiat - Palacio Episcopal, Malaga, Espagne. - Jean-Michel Basquiat - Serpentine Gallery, Londres. Exposition itinérante. Palacio Episcopal de Málaga, Espagne. - Jean-Michel Basquiat : 1980-1988 - Quintana Gallery, Coral Gables, Floride, États-Unis. - Jean-Michel Basquiat : A Tribute. Important Paintings, Drawings and Objects - Tony Shafrazi Gallery, New York. - Jean-Michel Basquiat : Obras sobre papeis - Galeria Luisa Strina, Sao Paulo, Brésil. - Jean-Michel Basquiat : Œuvres sur Papier/Works on Paper - Galeries Lucien Durand et Enrico Navarra, Paris. - Jean-Michel Basquiat : Peintures - Galerie Enrico Navarra, Paris. - J.-M. Basquiat : Bodies and Heads - Robert Miller Gallery, New York. |
| 1997  | - Jean-Michel Basquiat - Art Beatus Gallery, Vancouver, Canada. - Jean-Michel Basquiat - Big Step Inc., Osaka, Japon. - Jean-Michel Basquiat - Galerie Sho, Tokyo. - Jean-Michel Basquiat - Gallery Hyundai, Séoul, Corée du Sud. - Jean-Michel Basquiat - Mitsukoshi Museum, Tokyo. Exposition itinérante. MIMOCA, Marugame, Japon. - Jean-Michel Basquiat : Obras sobre papel - Museo Nacional de Bellas Artes, Buenos Aires, Argentine. - Jean-Michel Basquiat : Œuvres sur papier - Fondation Dina Vierny-Musée Maillol, Paris. - King for a Decade : Jean-Michel Basquiat - Parco Gallery, Tokyo. |
| 1998  | - Jean-Michel Basquiat - Galerie La Tête d'obsidienne, Fort Napoléon, La Seyne-sur-mer, France. - Jean-Michel Basquiat - Tony Shafrazi Gallery, New York. - Jean-Michel Basquiat 1980-1988 - Galeria Maeght, Barcelone. - Jean-Michel Basquiat : Obras sobre papeis - Museu d'Arte Moderna, Recife, Brésil. - Jean-Michel Basquiat : Paintings & Drawings 1980-1988 - Gagosian Gallery, Beverly Hills, États-Unis. - Jean-Michel Basquiat : Pinturas/Obras sobre papeis - Pinacoteca do Estado, Sao Paulo, Brésil. - Jean-Michel Basquiat : Témoignage 1977-1988 - Galerie Jérôme de Noirmont, Paris. |
| 1999  | - Basquiat - Fondazione Mudima, Milan. - Basquiat - Galleria Dante Vecchiato, Forte dei Marmi. Exposition itinérante. Galleria Dante Vecchiato, Cortina d'Ampezzo, Italie. - Basquiat a Napoli - Museo Civico Castel Nuovo, Naples, Italie. - Basquiat a Venezia - Fondazione Bevilacqua La Masa, Venise. - Jean-Michel Basquiat - Centre culturel l'Espal, Le Mans, France. - Jean-Michel Basquiat - Civico Museo Revoltella, Trieste, Italie. - Jean-Michel Basquiat - Kunsthaus Wien, Vienne, Autriche. - Jean-Michel Basquiat : Selected Paintings and Drawings - Tony Shafrazi Gallery, New York. - Jean-Michel Basquiat : Werke auf Papier (Works on Paper) - Stadtgalerie, Klagenfurt, Autriche. |
| 2000  | - 7a Bienal de La Habana : Jean-Michel Basquiat - Galeria Haydeé Santamaria, Casa de las Américas, Museo del Ron, Fundación Havana Club, La Havane, Cuba. - Jean-Michel Basquiat - Galerie Sho, Tokyo. - Jean-Michel Basquiat - Stephen Lacey Gallery, Londres. - Jean-Michel Basquiat : Dessins originaux - Galerie Frédéric Gollong, Saint-Paul-de-Vence, France. - Jean-Michel Basquiat : Peintures - Galerie Enrico Navarra, Paris. |
| 2001  | - Jean-Michel Basquiat a Cuneo - Il Prisma Galleria d'Arte, Coni, Italie. - Jean-Michel Basquiat : Hits on Paper (Arbeiten auf Papier) - PICTUREshow Galerei, Berlin. |
| 2002  | - Basquiat Editions - Marcel Sitcoske Gallery, San Francisco, États-Unis. - Jean-Michel Basquiat : Dipinti - Chiostro del Bramante, Rome. - Jean-Michel Basquiat : War Paint - Spike Gallery, New York. |
| 2003  | - Jean-Michel Basquiat : Histoire d'une œuvre - Fondation Dina Vierny-Musée Maillol, Paris. - Jean-Michel Basquiat : Paintings - Jablonka Galerie, Cologne, Allemagne. - Jean-Michel Basquiat : Works from the May - Pollock Gallery, Meadows School of the Arts, Southern Methodist University, Dallas, États-Unis. |
| 2005  | - Jean-Michel Basquiat : In Word Only - Cheim & Read, New York. |
| 2006  | - Basquiat "Heads" - Van de Weghe Fine Art, New York. - Jean-Michel Basquiat - Kukje Gallery, Séoul, Corée du Sud. - Jean-Michel Basquiat 1981 : The Studio of the Street - Deitch projects, New York. |
| 2007  | - Basquiat in Cotonou - Fondation Zinsou, Cotonou, Bénin. - Jean-Michel Basquiat : Works on Paper - Van de Weghe Fine Art, New York. |
| 2008  | - Jean-Michel Basquiat - Van de Weghe Fine Art, New York. |
| 2009  | - Jean-Michel Basquiat : Large Drawings - Stellan Holm Gallery, New York. |
| 2010  | - Jean-Michel Basquiat - Galerie Pascal Lansberg, Paris. |
| 2011  | - Jean Michel Basquiat - Gallery Tagboat, Tokyo. |
| 2013  | - Jean-Michel Basquiat - Gagosian Gallery, Hong Kong. - Jean-Michel Basquiat - Gagosian Gallery, New York. - Jean-Michel Basquiat - Kukje Gallery, Séoul, Corée du Sud. - Jean-Michel Basquiat : Paintings and Drawings - Galerie Bruno Bischofberger, Zurich, Suisse. - Man Made : Jean-Michel Basquiat - Sotheby's, New York. |
| 2014  | - Exposition Jean-Michel Basquiat - Artcurial Bruxelles, Belgique. - Jean-Michel Basquiat Drawing : Work from the Schorr Family Collection - Acquavella Galleries, New York. |
| 2015  | - Basquiat : The Unknown Notebooks - Brooklyn Museum, New York,. Exposition itinérante. High Museum of Art, Atlanta, Géorgie, États-Unis. |
| 2016  | - Jean-Michel Basquiat Now ! Luxembourg - Zidoun-Bossuyt Gallery, Luxembourg. |
| 2017  | - Jean-Michel Basquiat. New York City - Chiostro Del Bramante, Rome, Italie. |
| 2018  | - Basquiat Before Basquiat: East 12th Street - Museum of Contemporary Art, Denver, États-Unis. Exposition itinérante. Cranbrook Art Museum, Michigan, États-Unis. - Jean-Michel Basquiat - Fondation Louis Vuitton, Paris |

### Expositions en duo et collaborations
| Année | Expositions en duo et collaborations |
| ----- | --- |
| 1984  | - Collaborations : Jean-Michel Basquiat, Francesco Clemente and Andy Warhol - Galerie Bruno Bischofberger, Zurich, Suisse. - Jean Michel Basquiat / John Cage - Fruitmarket Gallery, Édimbourg, Écosse. |
| 1985  | - Basquiat and James Surls - La Jolla Museum of Contemporary Art, San Diego, Californie, États-Unis. - Collaborations : Jean-Michel Basquiat, Francesco Clemente and Andy Warhol - Akira Ikeda Gallery, Tokyo. - Warhol & Basquiat : Paintings - Tony Shafrazi Gallery, New York. |
| 1986  | - Basquiat-Combas Peintures, Louis Cane Sculptures - Librairie Beaubourg, Paris. - Collaborations : Jean-Michel Basquiat & Andy Warhol - Akira Ikeda Gallery, Tokyo. - Collaborations : Jean-Michel Basquiat & Andy Warhol - Galerie Bruno Bischofberger, Zurich, Suisse. - Jean-Michel Basquiat & Andy Warhol - Galerie Bruno Bischofberger, Zurich, Suisse. |
| 1988  | - Collaborations : Andy Warhol & Jean-Michel Basquiat - Mayor Rowan Gallery, Mayor Gallery and David Grob Limited, Londres. - Jean-Michel Basquiat & Robert Jessup - Fay Gold Gallery, Atlanta, Géorgie, États-Unis. |
| 1989  | - Jean-Michel Basquiat / Julian Schnabel - Rooseum, Malmö, Suède. - Warhol-Basquiat : Collaborations - Didier Imbert Fine Art, Paris. |
| 1990  | - Jean-Michel Basquiat & Andy Warhol - Ho-Am Gallery, Séoul, Corée du Sud. - Keith Haring, Jean-Michel Basquiat : Paintings - Tony Shafrazi Gallery, New York. |
| 1991  | - Andy Warhol & Jean-Michel Basquiat - Sonje Museum of Contemporary Art, Kyongju, Corée du Sud. Exposition itinérante. The National Museum of Contemporary Art, Séoul, Corée du Sud. |
| 1994  | - Jean-Michel Basquiat and Manuel Ocampo - Henry Art Gallery, University of Washington, Seattle, États-Unis. |
| 1995  | - Two Cents : Works on Paper by Jean-Michel Basquiat and Poetry by Kevin Young - Center Gallery, Miami-Dade Community College, Wolfson Campus, Miami. Exposition itinérante. Castellani Art Museum, Niagara University, Buffalo / University of Memphis / University of South Florida Art Museum, Tampa / Otis Gallery of Art and Design, Los Angeles / Austin Museum of Art, États-Unis.                                                                          |
| 1996  | - Collaborations. Warhol-Basquiat-Clemente - Château de Rivoli, Turin, Italie. - Collaborations : Warhol, Basquiat, Clemente - Museum Fridericianum, Cassel. Exposition itinérante. Museum Villa Stuck, Munich, Allemagne. |
| 1997  | - Andy Warhol & Jean-Michel Basquiat : Collaborations - Gagosian Gallery, New York. - Basquiat + Haring + Scharf from the Lio Malca Collection - Kirin Plaza, Osaka, Japon. - In Your Face : Keith Haring, Jean-Michel Basquiat, Kenny Scharf - Malca Fine Art, New York. - Jean-Michel Basquiat, Keith Haring, Kenny Scharf - Galerie Delta, Rotterdam, Pays-Bas.                                                                                                 |
| 1999  | - Face Off : Paintings by Michael Ray Charles and Jean-Michel Basquiat - Arizona State University Art Museum, Tempe, États-Unis. |
| 2002  | - Andy Warhol - Jean-Michel Basquiat - Francesco Clemente : Obras en colaboración - Museo Nacional Centro de Arte Reina Sofia, Madrid. - Andy Warhol & Jean-Michel Basquiat : Collaboration Paintings - Gagosian Gallery, Beverly Hills, États-Unis. - Basquiat & Haring - Ikon Ltd Contemporary Art Gallery, Santa Monica, Californie, États-Unis. - Exhibition of Andy Warhol and Jean-Michel Basquiat : Rare Collections - Galerie Sho Contemporary Art, Tokyo. |
| 2003  | - Andy Warhol - Tom Wesselmann - Jean-Michel Basquiat - Stella Art Gallery, Moscou. - Raymond Saunders / Jean-Michel Basquiat - Galerie Sho Contemporary Art, Tokyo. |
| 2004  | - Crossing Currents - The Synergy of Jean-Michel Basquiat and Ouattara Watts - Hood Museum of Art, Hanover, États-Unis. - Picasso, Bacon, Basquiat - Tony Shafrazi Gallery, New-York. - Twombly / Basquiat : Works on Paper - Nicholas Robinson Gallery, New York. |
| 2005  | - Basquiat - Schnabel: Works on Paper - Fabien Fryns Fine Arts, Marbella, Espagne. - Schnabel / Basquiat : works on Paper - F2 Gallery, Pékin, Chine. |
| 2006  | - Dubuffet and Basquiat : Personal Histories - Galerie PaceWildenstein, New York. |
| 2007  | - Factory Work - Warhol, Wyeth, Basquiat - Musée d'art McNay, San Antonio, Texas, États-Unis. |
| 2008  | - Andy Warhol, Jean-Michel Basquiat and Collaboration Paintings - Van de Weghe Fine Art, New York. |
| 2010  | - Basquiat / Terada / Mapplethorpe - Robert Miller Gallery, New York. - Basquiat / Warhol - Bowdoin College Museum of Art, Brunswick, États-Unis. - Miró / Dubuffet / Basquiat - Nassau County Museum of Art, Roslyn Harbor, New York. |
| 2012  | - Jean-Michel Basquiat & Andy Warhol - Gagosian Gallery, Londres. - Ménage à trois: Warhol, Basquiat, Clemente - Bundeskunsthalle, Bonn, Allemagne. - Picasso / Basquiat - Van de Weghe Fine Art, New York. - Warhol & Basquiat - Arken Museum of Modern Art, Ishøj, Danemark. |
| 2013  | - Warhol / Basquiat - Kunstforum, Vienne, Autriche. |
| 2014  | - Poetics of the Gesture : Schiele, Twombly, Basquiat - Nahmad Contemporary, New York. |
| 2015  | - Jean-Michel Basquiat / Wifredo Lam - Galerie Gmurzynska, Art Basel, Suisse. |

### Expositions collectives
| Année | Expositions collectives |
| ----- | --- |
| 1980  | - Times Square Show - Colab and Fashion Moda, New York. |
| 1981  | - Beyond Words : Graffiti Based-Rooted-Inspired Works - The Mudd Club, New York. - Group Show - Annina Nosei Gallery, New York. - Lower Manhattan Drawing Show - The Mudd Club, New York. - New York/New Wave - P.S.1 Institute for Art and Urban Resources, Long Island City, New York. - Public Address - Annina Nosei Gallery, New York. |
| 1982  | - Avanguardia/Transavanguardia 68-77 - Mur d'Aurélien, Rome, Italie. - Body Language : Current Issues in Figuration - University Art Gallery, San Diego State University, Californie, États-Unis. - Cinque Americani (Five Americans) - Museo Civico, Modène, Italie. - Drawings - Blum Helman Gallery, New York. - Drawings/Visions of New York - Janus GalIery, Los Angeles. - documenta 7 - Museum Fridericianum, Cassel, Allemagne. - Fast - Alexander F. Milliken Gallery, New York. - Group Show - Annina Nosei Gallery, New York. - Group Show - Blum Helman Gallery, New York. - New New York - University Fine Arts Galleries, School of Visual Arts, Florida State University, Tallahassee, Floride. Exposition itinérante. Metropolitan Museum and Art Centers, Coral Gables, Floride, États-Unis. - New Work - Sidney Janis Gallery, New York. - New York Now - Kestnergesellschaft, Hanovre, Allemagne. Exposition itinérante.. Kunstverein München, Munich, Allemagne / Musée cantonal des Beaux-Arts, Lausanne, Suisse / Kunstverein für die Rheinlande und Westfalen, Düsseldorf, Allemagne. - The Expressionist Image : American Art from Pollock to Today - Sidney Janis Gallery, New York. - The Pressure to Paint - Marlborough Gallery, New York. - Transavanguardia : Italia/America - Galleria Civica, Modène, Italie. - Still Modern After All These Years - The Chrysler Museum, Norfolk, Virginie, États-Unis. - Srange People - Galerie Delta, Rotterdam, Pays-Bas. - Works on Paper - Larry Gagosian Gallery, Los Angeles. |
| 1983  | - Back to the USA : Amerikanische Kunst der Siebziger und Achtziger - Kunstmuseum Luzern, Lucerne, Suisse. Exposition itinérante. Rheinisches Landesmuseum Bonn, Allemagne / Württembergischer Kunstverein, Stuttgart, Allemagne. - Biennial Exhibition - Whitney Museum of American Art, New York. - Champions - Tony Shafrazi Gallery, New York. - Contemporary Drawings - Delahunty Gallery, Dallas, Texas, États-Unis. - Expressive Malerei nach Picasso - Galerie Beyeler, Bâle, Suisse. - Food for the Soup Kitchen - Fashion Moda, Bronx, New York. - From the Street - Greenville County Museum of Art, Caroline du Sud, États-Unis. - Group Show - Annina Nosei Gallery, New York. - Intoxication - Monique Knowlton Gallery, New York. - Mary Boone and Her Artists - The Seibu Museum of Art, Tokyo. - New York - Sidney Janis Gallery, New York. - Paintings : Georg Baselitz, Jean-Michel Basquiat, Troy Brauntuch, Francesco Clemente, Eric Fischl, Jörg Immendorff, Per Kirkebey, Markus Lüpertz, A.R. Penck, Sigmar Polke, David Salle, Julian Schnabel - Mary Boone-Michael Werner Gallery, New York. - Post Graffiti - Sidney Janis Gallery, New York. - Selected Works - Galerie Ulrike Kantor, Los Angeles. - Terminal New York - Brooklyn Army Terminal, New York. - Written Imagery Unleashed in the Twentieth Century - Fine Arts Museum of Long Island, Hempstead, New York. |
| 1984  | - American Neo-Expressionists - The Aldrich Museum of Contemporary Art, Ridgefield, Connecticut, États-Unis. - An International Survey of Recent Painting and Sculpture - Museum of Modern Art, New York. - Art - Area Club, New York. - Arte di Frontiera : N.Y. Graffiti - Galleria Comunale d’Arte Moderna di Bologna, Bologne, Italie. - Aspekte amerikanischer Kunst der Gegenwart - Neue Galerie - Sammlung Ludwig, Aix-la-Chapelle, Allemagne. Exposition itinérante. Nordjyllands Kunstmuseum, Aalborg, Danemark / Centre d'art Henie-Onstad, Oslo, Norvège / Musée du Land, Mayence, Allemagne / Städtische Galerie - Schloss Oberhausen, Oberhausen, Allemagne. - Content : A Contemporary Focus, 1975-1984 - Hirshhorn Museum and Sculpture Garden, Smithsonian Institution, Washington. - Drawings by Eleven Artists - Williard Gallery, New York. - Figuration Libre France/USA - Museé d’art moderne de la ville de Paris. - International Survey of Recent Painting and Sculpture - Museum of Modern Art, New York. - Little Arena : Drawings and Sculptures from the Collection Adri, Martin and Geertjan Visser - Rijksmuseum Kröller-Müller, Otterlo, Pays-Bas. - Modern Expressionists : German, Italian, and American Painters - Sidney Janis Gallery, New York. - New Art - Musée d'art contemporain de Montréal, Canada. - Painting and Sculpture Today - Contemporary Art Society du Musée d'art d'Indianapolis, Indiana, États-Unis. - Painting Now : Jean-Michel Basquiat, Sandro Chia, Francesco Clemente, Enzo Cucchi, David Salle, Salomé, Julian Schnabel - Akira Ikeda Gallery, Nagoya, Japon. - Painting Now : The Restoration of Painterly Figuration - Kitakyushu Municipal Museum of Art, Kitakyushu, Japon. - Since the Harlem Renaissance : 50 Years of Afro-American Art - Center Gallery of Bucknell University, Lewisburg, Pennsylvanie. Exposition itinérante. The Amelie A. Wallace Art Gallery, State University of New York, College at Old Westbury, New York / Munson-Williams-Proctor Institute Museum of Art, Utica, New-York / The Art Gallery, University of Maryland, College Park / The Chrysler Museum, Norfolk, Virginie / Museum of Art, Pennsylvania State University, University Park, Pennsylvanie, États-Unis. - The East Village Scene - Institute of Contemporary Art, University of Pennsylvania, Philadelphie, États-Unis. - The New Portrait - MoMA PS1, New York. - Van der Zee Memorial Show : James Van der Zee, 1886-1983 - New York City Department of Cultural Affairs, New York. - Via New York - Musée d'art contemporain de Montréal, Canada.                                              |
| 1985  | - 7000 Eichen - Kunsthalle, Tübingen, Allemagne. Exposition itinérante. Kunsthalle, Bielefeld, Allemagne. - Das Oberengadin in der Malerei - Parkhausrondelle, Segantini Museum, Saint-Moritz, Suisse. - Drawings - Knight Gallery. Spirit Square Arts Center, Charlotte, Caroline du Nord, États-Unis. - Drawing the Line : Painting - Annina Nosei Gallery, New York. - Nouvelle Biennale de Paris - Grande halle de la Villette, Paris. - States of War - Seattle Nosei Gallery, New York. - The Chi-Chi Show - Massimo Audiello Gallery, New York. - The Door - Annina Nosei Gallery, New York. - Vom Zeichnen : Aspekte der Zeichnung 1960-1985 - Frankfurter Kunstverein, Francfort, Allemagne. Exposition itinérante. Kasseler Kunstverein, Cassel, Allemagne / Museum Moderner Kunst, Vienne, Autriche. |
| 1986  | - 75th American Exhibition - The Art Institute of Chicago, Illinois. - 1976-1986 : Ten Years of Collecting Contemporary American Art : Selections from the Edward R. Downe, Jr. Collection - Wellesley College Museum, Massachusetts, États-Unis. - An American Renaissance : Painting and Sculpture since 1940 - Fort Lauderdale Museum of Art, Floride, États-Unis. - Collection Peter Brams : Jean-Michel Basquiat, Gilbert & George, Milan Kunc, David McDermott & Peter McGough, Philip Taaffe, Rosemary Trockel - Fred L. Emerson Gallery, Hamilton College, Clinton, New York. Exposition itinérante. Lamont Gallery, Philips Exeter Academy, Exeter, New Hampshire, États-Unis. - Contemporary Issues III - Holman Hall Art Gallery, Trenton State College, New Jersey. - Drawings : Basquiat, Chia, Clemente, Condo, Cucchi, Hunt, Schnabel, Serra, Stella, Sultan, Haraguchi, Yamamoto, Yoshimoto, Wakabayashi - Akira Ikeda Gallery, Nagoya, Japon. - Esprit de New York : Paintings and Drawings - Galerie Barbara Farber, Amsterdam, Pays-Bas. - Figure as Subject : The Last Decade : Selections from the Permanent Collection of the Whitney Museum of American Art - Whitney Museum of American Art, Equitable Center, New York. - Focus on the Image : Selections from the Rivendell Collection - The Art Museum Association of America, San Francisco, Californie. Exposition itinérante. Phoenix Art Museum, Arizona / The University of Oklahoma Museum of Art, Norman / Munson-Williams-Proctor Institute Museum of Art, Utica, New-York / University of South Florida Art Galleries, Tampa / Lakeview Museum of Art and Sciences, Peoria, Illinois / University Art Museum, California State University, Long Beach, Californie / Laguna Gloria Art Museum, Austin, Texas, États-Unis. - Group Show - Galerie Delta, Rotterdam, Pays-Bas. - Heads - Motokoff Gallery, New York. - Motives for Collecting : Collection Peter Brams, Hamilton '68 - Christian A. Johnson Hall, Clinton, New York. - Naivety in Art - Setegaya Art Museum, Tokyo. - New Painting - Larry Gagosian Gallery, Los Angeles. - Portraet af en samler/Portrait of a Collector : Stephane Janssen - Louisiana Museum of Modern Art, Humlebaek, Danemark. Exposition itinérante. University Art Museum, California State University, Long Beach, Californie, États-Unis. - Prospect 86 : Eine internationale Ausstellung aktueller Kunst - Schirn Kunsthalle, Frankfurter Kunstverein, Francfort, Allemagne. - What It Is - Tony Shafrazi Gallery, New York. - Zeichen, Symbole, Graffiti in der aktuellen Kunst - Suermondt-Ludwig-Museum, Aix-la-Chapelle, Allemagne. |
| 1987  | - 16 @ 56 : Summer Salon - 56 Bleecker Gallery, New York. - 32e Salon de Montrouge - Centre culturel et artistique, Montrouge, France. - America Europa dalla collezione Ludwig - Forte Belvedere, Florence, Italie. - Avant-Garde in the Eighties - Los Angeles County Museum of Art, Los Angeles. - Comic Iconoclasm - Institute of Contemporary Arts, Londres. - Logos - Anne Plumb Gallery, New York. - New York Graffiti - Wilhelm-Hack-Museum, Ludwigshafen, Allemagne. - Relief & Sculpture : Basquiat, Brown, Chia, Hunt, Scharf, Schnabel, Stella, Suvero, Wakabayashi, Haraguchi, Yamamoto, Sakuji Yoshimoto - Akira Ikeda Gallery, Nagoya, Japon. - State Of The Art : Ideas And Images In The 1980s - Institute of Contemporary Arts, Londres. - The East Village Force de Frappe Comes to the South Bronx - Fashion Moda, Bronx, New York. - The Frederick R. Weisman Collection : An International Survey - San Antonio Art Institute, Texas, États-Unis. - Works on Paper - Tony Shafrazi Gallery, New York. |
| 1988  | - 1900 to Now : Modern Art from Rhode Island Collections - Museum of Art, Rhode Island School of Design, Providence, États-Unis. - After Street Art - Boca Raton Museum of Art, Floride, États-Unis. - An Eclectic Eye : Selections from the Frederick R. Weisman Art Foundation - Bridge Center for Contemporary Art, El Paso, Texas. Exposition itinérante. New Mexico State University, Las Cruces, Nouveau-Mexique / Cheney Cowles Art Museum, Spokane, Washington / Boise Art Museum, Idaho / University of Wyoming Art Museum, Laramie / Virginia Beach Center for the Arts, Virginie / Gibbes Art Gallery, Charleston, Caroline du Sud, États-Unis. - Art et Langage : Années 80 Œuvres Choisies - Centre d'Art Contemporain, Quimper, France. - Collectiva 1 - Galeria Berini, Barcelone, Espagne. - Figure As Subject : The Revival of Figuration Since 1975 - Whitney Museum of American Art at Equitable Center, New York. Exposition itinérante. Erwin A. Ulrich Museum of Art, Wichita State University, Kansas / The Arkansas Arts Center, Little Rock/ Amarillo Art Center, Texas / Utah Museum of Fine Arts, University of Utah, Salt Lake City / Madison Art Center, Wisconsin, États-Unis. - L’Art Contemporain à la Défense : Les Années 80 vues par 5 Galeries - Galerie La Défense Art 4, Paris. - Rebop - Paula Allen Gallery, New York. - Works on Paper - Gabrielle Bryers Gallery, New York. - Works on Paper - Michael Maloney Gallery, Los Angeles. |
| 1989  | - 1900 to Now : Modern Art from Rhode Island Collections - Museum of Art, Rhode Island School of Design, Providence, Rhode Island, États-Unis. - 1979-1989 : American, Italian, Mexican Art from the Collection of Francesco Pellizzi – Hofstra Museum, Hofstra University, Hempstead, New York. Exposition itinérante. Lehigh University Art Galleries, Pennsylvanie / Ralph Wilson Gallery, Bethlehem, Pennsylvanie, États-Unis. - A Decade of American Drawing 1980-1989 - Daniel Weinberg Gallery, Los Angeles. - Cross - Joseph Helman Gallery, New York. - Kunst der letzten 10 Jahre - Museum Moderner Kunst Stiftung Ludwig Wien, Vienne, Autriche. - Maîtres modernes et contemporains - Artis, Monte-Carlo, Monaco. - Modern and Contemporary Master Drawings - Rosa Esman Gallery, New York. - Selected Americans - Edward Totah Gallery, Londes. - The Blues Aesthetics : Black Culture and Modernism - The Washington Project for the Arts, Washington. Exposition itinérante. The California Afro-American Museum, Los Angeles / Duke University Museum of Art, Durham, Caroline du Nord / Blaffer Gallery, University of Houston, Texas / The Studio Museum in Harlem, New York. - The Chase Manhattan Bank Collection 1974-1989 - Yokohama Museum of Art, Japon. - Words - Tony Shafrazi Gallery, New York. |
| 1990  | - 21 Jahre International Kunstmesse Basel / Art 21 '90 - Galerie Hans Mayer, Düsseldorf, Allemagne - Art Basel, Suisse. - Faces - Marc Richards Gallery, Los Angeles. - Gesture & Signature - Michael Kohn Gallery, Santa Monica, Californie, États-Unis. - Language in Art - The Aldrich Museum of Contemporary Art, Ridgefield, Connecticut, États-Unis. - Par Hassard : A Changing Installation of Recent Acquisitions - Douglas Drake Gallery, New York. - Pharmakon '90 - Nippon Convention Center, International Exhibition Hall, Tokyo. - Quickdraw : American Master Drawings Since 1959 - Frank Bernarducci Gallery, New York. - Selected Works - The Greenberg Gallery, Saint-Louis, Missouri, États-Unis. - Sélection Américaine - Galerie Hadrien-Thomas, Paris. - Summer : Works on Paper - Fay Gold Gallery, Atlanta, Géorgie, États-Unis. - The Decade Show : Frameworks of Identity in the 1980s - Museum of Contemporary Hispanic Art, The New Museum of Contemporary Art, the Studio Museum in Harlem, New York. - The Last Decade : American Artists of the 80s - Tony Shafrazi Gallery, New York. - Works on Paper - Cavaliero Fine Arts, New York. |
| 1991  | - Act-Up Benefit Exhibition - Paula Cooper Gallery, New York. - American Artists of the 80s - Palazzo delle Albere, Museo Provinciale d’Arte, Trente, Italie. - An Aspect of Contemporary Art - Setagaya Art Museum, Setagaya, Tokyo. - A Passion for Art : Watercolors and Works on Paper - Tony Shafrazi Gallery, New York. - Art of the 1980s : Selections from the Collection of the Eli Broad Family Foundation - Duke University Museum of Art, Durham, Caroline du Nord, États-Unis. - Compassion and Protest : Recent Social and Political Art from the Eli Broad Family V Foundation Collection - San Jose Museum, Californie, États-Unis. - Devil on the Stairs : Looking Back on the Eighties - Institute of Contemporary Art, University of Pennsylvania, Philadelphie, Pennsylvanie. Exposition itinérante. The Forum and Washington University Gallery of Art, St-Louis, Missouri / Newport Harbor Art Museum, Newport Beach, Californie, États-Unis. - Domenikos Theotokopoulos : A Dialogue - Philippe Briet Gallery, New York. - Drawing Acquisitions, 1980-1991: Selections from the Permanent Collection of the Whitney Museum of American Art - Whitney Museum of American Art, New York. - Mito y Magia en América : Los Ochenta - Museo de Arte Contemporáneo, Monterrey, Mexique. - Portrait on Paper - Robert Miller Gallery, New York. - Selected Works - Enrico Navarra Gallery, New York. - The 1980s : A Selected View from the Permanent Collection of the Whitney Museum of American Art - Whitney Museum of American Art, New York. - Words & #s - Museum of Contemporary Art, Wright State University, Dayton, Ohio, États-Unis. - Works on Paper - Annina Nosei Gallery, New York. |
| 1992  | - Allegories of Modernism : Contemporary Drawings - Museum of Modern Art, New York. - An Exhibition for Satyajit Ray - Philppe Briet Gallery, New York. - Ars Pro Domo : Zeitgenössische Kunst aus Kölner Privatbesitz - Gesellschaft für Moderne Kunst, Museum Ludwig, Cologne, Allemagne. - À visage découvert - Fondation Cartier pour l'art contemporain, Paris. - Baziotes to Basquiat…and Beyond - Bellas Artes, Santa Fe, Nouveau Mexique, États-Unis. - Dream Singers, Story Tellers : An African American Presence - Fukui Fine Arts Museum, Fukui, Japon. Exposition itinérante. Tokushima Modern Art Museum, Tokushima, Japon / Otani Memorial Art Museum, Nishinomiya, Japon / New Jersey State Museum, Trenton, États-Unis. - Gifts and Acquisitions in Context - Whitney Museum of American Art, New York. - Jean-Michel Basquiat, Jonathan Borofsky, Richard Bosman, Kant So Lee, Terry Winters - Haenah-Kent Gallery, New York. - Le Cri et la Raison - Espace de l'Art contemporain, Château de Mouans, Mouans-Sartoux, France. - Le Portrait dans l'art contemporain - Musée d'art moderne et d'art contemporain de Nice, France. - Paris Connections : African American Artists in Paris - Bomani Gallery and Jernigan Wicker Fine Arts, San Francisco, Californie, États-Unis. - Passions and Cultures : Selected Works from the Rivendell Collection, 1967-1991 - The Richard and Marieluise Black Center for Curatorial Studies, Bard College, Annandale-on-Hudson, New York. - The Power of the City / The City of Power - Whitney Museum of American Art, Downtown, New York. - X Mostra de Gravura, Curitiba / Mostra America - Fundação Cultural de Curitiba/Museo de Gravura, Curitiba, Brésil. - Yvon Lambert collectionne - LaM, Villeneuve-d'Ascq, Lille, France. |
| 1993  | - 1982-1983: Ten Years After - Tony Shafrazi Gallery, New York. - Et tous ils changent le monde - Halle Tony-Garnier, Biennale d'art contemporain de Lyon, France. - Extravagant : The Economy of Elegance - Tony Shafrazi Gallery, New York. Exposition itinérante. Russisches Kulturwentrum, Berlin. - I Am the Enunciator - Thread Waxing Space, New York. - The Theater of Refusal : Black Art and Mainstream Criticism - Fine Arts Gallery, University of California, Irvine. Exposition itinérante. Richard L. Nelson Gallery, University of California, Davis / University Art Gallery, University of California, Riverside, États-Unis. |
| 1994  | - Against All Odds : The Healing Powers of Art - Ueno Royal Museum, Tokyo. Exposition itinérante. Musée en plein air de Hakone, Tokyo. - Art in the Present Tense : The Aldrich's Curatorial History, 1964-1994 - The Aldrich Museum, Ridgefield, Connecticut, États-Unis. - From Beyond the Pale : Art and Artists at the Edge of Consensus - Musée irlandais d'art moderne, Dublin, Irlande. - Maîtres modernes et contemporains - Galerie Jérôme de Noirmont, Paris. - The Box : From Duchamp to Horn - Ubu Gallery, New York. - The Harman and Harriet Kelley Collection of African American Art - San Antonio Museum of Art, Texas, États-Unis. - The Ossuary - Luhring Augustine Gallery, New York. - The Shaman as Artist / The Artist as Shaman - Aspen Art Museum, Colorado, États-Unis. - The Theater of Refusal : Black Art & Mainstream Criticism - Fine Arts Building, Baltimore, Maryland, États-Unis. |
| 1995  | - A New York Time : Drawings of the Eighties - The Bruce Museum, Greenwich, Connecticut, États-Unis. - Passions privées - Musée d'Art Moderne de la ville de Paris. |
| 1996  | - 23ª Bienal de São Paulo - Biennale de São Paulo, Brésil. - Bill Traylor, Philip Guston, Jean-Michel Basquiat, Gary Komarin - John McEnroe Gallery, New York. - Comme un oiseau - Fondation Cartier pour l'art contemporain, Paris. - Quelques Impressions d'Afrique - Galerie Beaubourg, Vence, France. - The Gun : Icon of Twentieth Century Art - Ubu Gallery, New York. - Thinking Print : Books to Billborads, 1980-1995 - The Museum of Modern Art, New York. |
| 1997  | - 35 Jaar : Delta Werken - Galerie Delta, Rotterdam, Pays-Bas. - American Graffiti - Chiostro del Bramante, Rome. - Magie der Zahl - Staatsgalerie Stuttgart, Stuttgart, Allemagne. |
| 1998  | - 30th Anniversary of Mr Chow : Portrait Collection - Galerie PaceWildenstein, Beverly Hills, Californie, États-Unis. - An Exhibition of Paintings - Gagosian Gallery, Beverly Hills, Californie, États-Unis. - Au fil du trait : de Matisse à Basquiat - Carré d'art, Nîmes, France. - Crossings : Kunst zum Hören und Sehen - Kunsthalle Wien, Vienne, Autriche. - Dreaming II : Contemporary American Art and Ancient Korea - Akira Ikeda Gallery, New York. - Ensemble moderne : Das moderne Stilleben - Galerie Thaddaeus Ropac, Salzbourg, Autriche. - Isn't It Too Early for the Eighties Yet ? - Rooseum Center for Contemporary Art, Malmö, Suède. - Œuvres sur papier et photographies : la collection Yvon Lambert; dialogue avec des artistes contemporains - Musée d'art de Yokohama, Japon. - Poèmes à petite vitesse - Musée d'art contemporain de Lyon, France. - Portraits Obscured - Gagosian Gallery, New York. |
| 1999  | - 17 Contemporaries : Artists from America, Italy, and Mexico - the Eighties - Menil Collection, Houston, Texas, États-Unis. - 20 Years, 20 Artists - Aspen Art Museum, Colorado, États-Unis. - 48 Esposizione Internazionale d'Arte - La Biennale de Venise, Italie. - Art at Work - Forty Years of the Chase Manhattan Collection - Musée d'art contemporain de Houston, Texas, États-Unis. Exposition itinérante. Musée d'art de Queens, New York. - Bad-Bad : That Is a Good Excuse - Staatliche Kunsthalle Baden-Baden, Allemagne. - Drawn from Artists' Collections - The Drawing Center, New York. - Monsters of the '80s - Rollins College, Winter Park, Floride, États-Unis. - Other Narratives - Contemporary Arts Museum, Houston, Texas, États-Unis. - Paper Invitational II - Woodward Gallery, New York. - Petits Formats - Yoshii Gallery, New York. - Piecing It Together : A Visual Journal - San Jose Museum of Art, Californie, États-Unis. - Pittura dura : Dal Graffitismo alla Street Art - Palazzo Bricherasio, Turin, Italie. - Portrait Collection of Mr. Chow - Galerie Enrico Navarra, Paris. - The American Century : Art & Culture 1900-2000 Part 2, 1950-2000 - Whitney Museum of American Art, New York. |
| 2000  | - Around 1984. A Look at Art in the Eighties – MoMA PS1, New York. - Et l'art se met au monde - Institut d'art contemporain, Lyon, France. - Haïti : Anges et démons - Halle Saint-Pierre, Paris. - Le Nu au XXe siècle - Fondation Maeght, Saint-Paul-de-Vence, France. - Narcisse Blesse - Passage de Retz, Paris. - Off White - Tony Shafrazi Gallery, New York. - Painting the Century : 101 Portrait Masterpieces 1900–200 - National Portrait Gallery, Londres. - Papiers conmteporains II - Galerie Jérôme de Noirmont, Paris. - Transatlantic Dialog. In And Out of Africa - Musée national d'art africain, Washington. |
| 2001  | - Group exhibition - Van de Weghe Fine Art, New York. - In fumo - arte, fumetto, comunicazione - Galleria d'Arte Moderna e Contemporanea di Bergamo, Italie. - Jasper Johns to Jeff Koons : Four Decades of Art from the Broad Collections - Los Angeles County Museum of Art. Exposition itinérante. Corcoran Gallery of Art, Washington / Museum of Fine Arts, Boston / Musée Guggenheim, Bilbao, Espagne. - Jazz and Visual Improvisations - Katonah Museum of Art, Katonah, New York. - Mythic Proportions : Painting in the 1980s - Museum of Contemporary Art, North Miami, Floride, États-Unis. - Naked since 1950 - C&M Arts, New York. - One Planet Under a Grove : Hip Hop and Contemporary Art - Bronx Museum of the Arts, New York. Exposition itinérante. Walker Art Center, Minneapolis / Spellman College Museum of Art, Atlanta, États-Unis / Museum Villa Stuck, Munich, Allemagne. - Rhapsody - Selections from Valley Collections - Arizona State University Art Museum, Tempe, États-Unis. - Spielraum. Kunst und Kindlichkeit - Coninx Museum, Zurich, Suisse. |
| 2002  | - Accrochage d'hiver : Photographies contemporaines - Galerie Jérôme de Noirmont, Paris. - Ils sont venus de si loin - Galerie Delta, Rotterdam, Pays-Bas. - Jasper Johns to Jeff Koons - Four Decades of Art from the Broad Collections - Musée des beaux-arts de Boston. Exposition itinérante. Corcoran Gallery of Art, Washington. - Les Jeux dans l'art du XXe siècle - Le Bellevue, Biarritz, France. Exposition itinérante. Palacio de Montemuzo, La Lonja, Saragosse, Espagne. - New York Expression - Bergen Kunstmuseum, Bergen, Norway, Norvège. - Paper Invitational 5 - Woodward Gallery, New York. - The Living Legacy of Dr. Martin Luther King, Jr. - Gertrude Silverstone Muss Gallery, Bass Museum of Art, Miami. - The Physical World, an exhibition of painting and sculpture - Gagosian Gallery, New York. - Zoo - Galerie Jérôme de Noirmont, FIAC, Paris. |
| 2003  | - 50th International Art Exhibition Venice Biennale - Biennale de Venise, Italie. - American Figures. Between Pop Art and Trans-Avant-Garde - Stella Art Foundation, Moscou. - Embracing the Present - The UBS Art Collection - Phoenix Art Museum, Arizona, États-Unis. - Fantasme fantasque - Galerie Jérôme de Noirmont, Paris. - Kids are us / I bambini siamo noi - Galleria Civica di Trento, Trente, Italie. - Outlook - Musée Benaki, Athènes. - Pittura / Painting : Rauschenberg to Murakami - Museo Correr, Venise, Italie. - Pop thru out - Arario Gallery, Cheonan, Corée du Sud. - Splat Boom Pow ! The Influence of Comics in Contemporary Art - Contemporary Arts Museum, Houston. Exposition itinérante. Institute of Contemporary Art, Boston / Wexner Center for the Arts, Columbus, Ohio, États-Unis. - Talking Pieces : Text und Bild in der zeitgenössischen Kunst - Museum Morsbroich, Leverkusen, Allemagne. - The Fire under the Ashes : From Picasso to Basquiat - Jan Krugier Gallery, New-York. Exposition itinérante. Ditesheim & Cie, Genève, Suisse. - The Squared Circle - Walker Art Center, Minneapolis, Minnesota, États-Unis. |
| 2004  | - African American Artists of the 20th Century : Selections from the Permanent Collection - Castellani Art Museum, Niagara University, Niagara Falls, New-York. - Beautiful Losers - Contemporary Arts Center, Cincinnati, Ohio. Exposition itinérante. Contemporary Art and Street Culture, University of South Florida Contemporary Art Museum, Tampa, Floride, États-Unis. - Drawings - Gagosian Gallery, Londres. - Durchleuchtet. Dialog mit der Sammlung / x-rayed. Dialogue with the Collection - Musée des beaux-arts du Liechtenstein, Vaduz, Liechtenstein. - East Village USA - New Museum of Contemporary Art, New York. - Embracing the Muse : Africa and African American Art - Michael Rosenfeld Gallery, New York. - Gezeichnet Graffiti - Kunsthalle Darmstadt, Darmstadt, Allemagne. - Je m'installe aux Abattoirs - La collection d'art contemporain d'Agnès b. - Les Abattoirs, Toulouse, France. - La Colmena - Fundación Jumex Arte Contemporáneo, Mexico, Mexique. - Los años 80 - Galeria Guereta, Madrid. - Miquel Barceló Jean-Michel Basquiat Anselm Kiefer Gerhard Richter - Galleria Torbandena, Trieste, Italie. - Moi ! Autoportraits du XXe siècle - Musée du Luxembourg, Paris. - MoMA at El Museo : Latin American and Carribbean Art from the Collection of the Museum of Modern Art - The Museum of Modern Art, El Museo del Barrio, New York. - Takes & Outtakes : From the Andy Warhol - Feldman Gallery, New York. - Tear Down This Wall : Paintings From The 1980s - Musée d'art contemporain de Los Angeles, États-Unis. |
| 2005  | - 5 ans - Les œuvres de la Collection Lambert en Avignon - Collection Lambert, Avignon, France. - 80's - Galerie Alain Le Gaillard, Paris. - BIG BANG - Centre Georges-Pompidou, Musée National d'Art Moderne, Paris. - El fuego bajo las cenizas : De Picasso a Basquiat - Institut Valencià d'Art Modern, Valence, Espagne. Exposition itinérante. Le Feu sous les cendres : De Picasso a Basquiat - Fondation Dina Vierny-Musée Maillol, Paris. - Fay Gold Gallery 25th Anniversary Show - Fay Gold Gallery, Atlanta, Géorgie, États-Unis. - Great Print Event III - Russell Bowman Art Advisory, Chicago, Illinois, États-Unis. - La Collection en trois temps et quatre actes - Musée d'art contemporain de Marseille, France. - Looking at Words - Andrea Rosen Gallery, New York. - My private Heroes - MARTa Herford, Herford, Allemagne. - Perfect Painting - Langen Foundation, Neuss, Allemagne. - Schrift, Zeichen, Geste. Carlfriedrich Claus im Kontext von Klee bis Pollock - Kunstsammlungen Chemnitz, Allemagne. - Selected Works 2005 - Ikon Ltd Contemporary Art, Santa Monica, Californie, États-Unis. - Skulls - Galerie Bruno Bischofberger, Zurich, Suisse. - The Second Beijing International Art Biennale - Beijing, Chine. - The Subjective Figure - Robert Miller Gallery, New York. - Vinyl - Records and Covers by Artists - Weserburg Museum für moderne Kunst, Brême, Allemagne. - Von Spitzweg bis Baselitz - Streifzüge durch die Sammlung Würth - Museum Würth, Künzelsau, Allemagne. - Winter Paper Seven - Woodward Gallery, New York. |
| 2006  | - 2006 Selected Works - Ikon Ltd Contemporary Art, Santa Monica, Californie, États-Unis. - Artists of the Eighties - Ikon Ltd Contemporary Art, Santa Monica, Californie, États-Unis. - Black & Blue - Robert Miller Gallery, New York. - Busy Going Crazy. The Sylvio Perlstein Collection - La Maison rouge, fondation Antoine-de-Galbert, Paris. - Chairs - Galerie Bruno Bischofberger, Zurich, Suisse. - Fall 2006 : New Acquisitions - Ikon Ltd Contemporary Art, Santa Monica, Californie, États-Unis. - Motion On Paper - Ben Brown Fine Arts, Londres. - Radical NY! The Downtown show : the New York art scene 1974-1984 and abstract expresionism 1940-1960 - Austin Museum of Art , Austin, Texas, États-Unis. - Rues - Marion Meyer Contemporain, Paris. - Sound & Vision - Museo della Città, Pérouse, Italie. - Sound Zero - Kunst Meran, Meran, Italie. - Subject - Lyman Allyn Art Museum, New London, Connecticut, États-Unis. - The 1980s - A Topology - Museu Serralves, Museu de Arte Contemporânea, Porto, Portugal. - The Art of Investing in Art - Fay Gold Gallery, Atlanta, Géorgie, États-Unis. - The Downtown Show : The New York Art Scene, 1974-1984 - The Andy Warhol Museum, Pittsburg, États-Unis. - The Group Sessions. Part I - Guy Hepner Contemporary, Londres. - The Group Sessions. Part II - Guy Hepner Contemporary, Londres. - The Unknown Masterpiece - Artium Museum, Vitoria-Gasteiz, Espagne. - Transformation - Musée des beaux-arts du Liechtenstein, Vaduz, Liechtenstein. - Ugly Winners - Galerie du Jour agnès b, Paris. |
| 2007  | - American Masterpieces - Michael Schultz Gallery, Séoul, Corée du Sud. - Collected Visions - Modern and Contemporary Works from the JPMorgan Chase Art Collection - Musée Pera, Istanbul, Turquie. - Conversations - Artist and Collector - North Dakota Museum of Art, Grand Forks, Dakota du Nord, États-Unis. - Four Friends - Tony Shafrazi Gallery, New York. - Fractured Figure - Works from the Dakis Joannou Collection - Deste Foundation for Contemporary Art, Athènes. - From Street to Studio - Brattleboro Museum and Art Center, Vermont, États-Unis. - Gallery Selection - Winter Group Show - Edward Tyler Nahem Fine Art, New York. - I Am As You Will Be : The Skeleton in Art - Cheim & Read, New York. - In Flux - Ikon Ltd Contemporary Art, Santa Monica, Californie, États-Unis. - J´Embrasse Pas - Collection Lambert, Avignon, France. - Kunstkammer - Berkeley Art Museum and Pacific Film Archive, Berkeley, Californie, États-Unis. - La parola nell'arte. Ricerche d'avanguardia nel '900. Dal Futurismo ad oggi attraverso le Collezioni del Mart - Museo d'Arte Moderna e Contemporanea di Trento e Rovereto, Italie. - Omaggio a Capodimonte - Château Sant'Elmo, Naples, Italie. - Panic Attack ! - Art in the Punk Years - Barbican Centre, Londres. - Pop Art 1960's to 2000's - Musée d'art contemporain de Hiroshima, Japon. - Schönwahnsinnig - Stiftung Schleswig-Holsteinische Landesmuseen, Château de Gottorf, Allemagne. - Sign Language - Des Moines Art Center, Iowa, États-Unis. - Von Klimt bis Krystufek - Museum der Moderne Rupertinum, Salzbourg, Autriche. |
| 2008  | - 30 Americans - Rubell Family Collection, Miami, Floride. Exposition itinérante. North Carolina Museum of Art, Raleigh, Caroline du Nord / Corcoran Gallery of Art, Washington / Milwaukee Art Museum, Milwaukee, Wisconsin / Contemporary Arts Center, Nouvelle-Orléans, Louisiane, États-Unis. - Autumn Group Show - Edward Tyler Nahem Fine Art, New York. - Body Work - Le Case d'Arte, Milan, Italie. - Dalla Presitoria al Futuro. Capolavori dalla collezione Bischofsberger - Pinacoteca Giovanni e Marella Agnelli, Turin, Italie. - Dennis Hopper & le Nouvel Holywood - La cinémathèque française, Paris. - Encounters - Pace Beijing, Pékin. - Estetika. Forma & Segno. Da Renoir a de Chirico - Villa Ponti, Fondazione Art Museo, Arona, Italie. - For the Spirit - From the UBS Art Collection - Musée d'art Mori, Tokyo. - I Won't Grow Up - Cheim & Read, New York. - Las Vegas Collects Contemporary - Las Vegas Art Museum, Nevada, États-Unis. - Le Grand Tour - Académie de France à Rome, Villa Médicis, Rome. - Lots of Things Like This - Apexart, New York. - Made in NY - Opera Gallery, New York. - Matrix / Redux - Berkeley Art Museum and Pacific Film Archive, Californie, États-Unis. - NeoHooDoo : Art for a Forgotten Faith - Anton Kern Gallery, New York. - Now's the time - Charlemont House, Dublin. - Off The Wall - From Vandalism to Urban Art - Wilde Gallery, Berlin. - Recent Acquisitions - Ikon Ltd Contemporary Art, Santa Monica, Californie, États-Unis. - The Drawing Show - Ikon Ltd Contemporary Art, Santa Monica, Californie, États-Unis. - The Jazz Century - Museo d'arte moderna e contemporanea di Trento e Rovereto, Trente, Italie. Exposition itinérante. Musée du quai Branly, Paris / Centre de Cultura Contemporània de Barcelona, Espagne. - The Piece Process - Anonymous Gallery, New York. - UBS Openings : Paintings from the 1980s - Tate Modern, Londres. |
| 2009  | - 27 dessins pour le plaisir - Galerie de France, Paris. - African American Currents : Contemporary Art from the Bank of America Collection - 40 Acres Art Gallery, Sacramento, Californie, États-Unis. - A Tribute to Ron Warren - Mary Boone Gallery, New York. - Chosen Love - Ikon Ltd Contemporary Art Gallery, Santa Monica, Californie, États-Unis. - Collected Visions - Bronx Museum of the Arts, New York. - Collector´s Choice II - Centre d'art et de technologie des médias de Karlsruhe, Allemagne. - Figures, Gestes et Matières - Galerie Tornabuoni Art, Paris. - Just what is it... - Centre d'art et de technologie des médias de Karlsruhe, Allemagne. - Les Apprentis Sorciers - Musée international d'art naïf Anatole Jakovsky, Nice, France. - Looking at Music : Side 2 - Museum of Modern Art, New York. - Louis Vuitton : A Passion for Creation - Hong Kong Museum of Art, Hong Kong. - Moca´s First Thirty Years - Moca Grand Avenue, Los Angeles. - Nat King Cole - Re-Generations - Crewest Gallery, Los Angeles. - Nous, vous, ils ou elles... - FRAC Picardie, Amiens, France. - Pop Up ! - Ludwig Forum für Internationale Kunst, Aachen, Allemagne. - Sammlung der Fundación La Caixa - Kunsthalle d'Emden, Allemagne. - Sans-titre # 1, œuvres de la Collection Lambert peintures des années 1970-1980 - Collection Lambert, Avignon, France. - Something for Everyone - Hamiltons Gallery, Londres. - The Jazz Century - Centre de Cultura Contemporània de Barcelona, Barcelone, Espagne. - The Making of Art - Schirn Kunsthalle Frankfurt, Francfort-sur-le-Main, Allemagne. - The Urban Legends - Collectors Contemporary, Singapour. - Visages - Galerie de France, Paris. - Vraoum ! trésors de la bande dessinée et art contemporain - La Maison rouge, fondation Antoine-de-Galbert, Paris. - Your Gold Teeth III - Marianne Boesky Gallery, New York. |
| 2010  | - 25th Anniversary Show - Michael Kohn Gallery, Los Angeles. - 50 Years at Pace : Highlights from 50 Years of Thematic and Historical Exhibitions - The Pace Gallery, New York. - Afro Modern : Journeys through the Black Atlantic - Tate Liverpool, Liverpool, Royaume-Uni. - Big Paper Winter - Woodward Gallery, New York. - C'est la vie ! Vanités de Caravage à Damien Hirst - Musée Maillol, Fondation Dina Vierny, Paris. - Crash - Gagosian Gallery, Londres. - Free view - Gallery Form, Busan, Corée du Sud. - Graffiti NYC - Artists of the Third Rail - Benrimon Contemporary, New York. - Group Show - Robert Miller Gallery, New York. - I Believe in Miracles - Collection Lambert, Avignon, France. - Kupferstichkabinett : Between Thought and Action - White Cube, Londres. - Lignes et contours : écrire le corps - FRAC Picardie, Amiens, France. - Moods of 20th century - National Art Gallery of Albania, Tirana, Albanie. - Motion and Emotion : Contemporary Art from Gerhard Richter to Chakaia Booker - Bowdoin College Museum of Art, Brunswick, Maine, États-Unis. - New Acquisitions - Ikon Ltd Contemporary Art Gallery, Santa Monica, Californie, États-Unis. - Pastiche - The Pace Gallery, New York. - Posing Beauty in African American Culture - Art Gallery of Hamilton, Ontario, Canada. - The Record - Nasher Museum of Art, Duke University, Durham, Caroline du Nord, États-Unis. - We Want Miles : Miles Davis vs. Jazz - Musée des beaux-arts de Montréal, Canada. - Your History is Not Our History - Haunch of Venison, New York. |
| 2011  | - Already-Made ? - Galerie Jérôme de Noirmont, Paris. - Art in the Streets - Museum of Contemporary Art, Los Angeles. - Arts for a Better World - Taglialatella Galleries, New York. - Club 57 and Friends - Dorian Grey Gallery, New York. - Graffiti New York 80’s : Group Exhibition - La Galerie Jérôme de Noirmont, Paris. - Hyper Real - Kunst und Amerika um 1970 - Ludwig Forum für Internationale Kunst, Aachen, Allemagne. - Jean-Michel Basquiat and the Rat pack - Galerie Burkhard Eikelmann, Düsseldorf, Allemagne. - Made in Italy - Gagosian Gallery, Rome. - Monanism - Museum of Old and New Art, Hobart, Tasmanie, Australie. - Portraits : Cabinet De Curiosités - Galerie Sébastien Bertrand, Genève. - Sketchbook for Arto - AS IF Gallery, Harlem, New York. - Salon du Dessin 2011 - Galerie de France, Paris. - Slice of Summer - Ikon Ltd Contemporary Art Gallery, Santa Monica, Californie, États-Unis. - Street and Studio : From Basquiat to Séripop - Kunsthalle Wien, Vienne, Autriche. - Summer Show - Van de Weghe Fine Art, New York. - The 80s Revisited : The Bischofberger Collection - Kunsthalle de Bielefeld, Allemagne. - The Street Art Show - Opera Gallery, Londres. - Un corps inattendu - FRAC Auvergne, France. - Untagged (The White Wall Show) - Ikon Ltd Contemporary Art Gallery, Santa Monica, Californie, États-Unis. - Volumen ! - Musée d'art contemporain de Barcelone, Espagne. |
| 2012  | - 20th Century Pop Art Masters - Galerie Gmurzynska, Zurich, Suisse. - Art Contemporain - Sotheby's Paris, Galerie Charpentier, Paris. - Blues For Smoke - The Geffen Contemporary at MOCA, Los Angeles. - Brucennial 2012 - Harder. Betterer. Fasterer. Strongerer - Brucennial, New York. - Bye Bye American Pie - MALBA Fundación Costantini - Musée d'Art latino-américain de Buenos Aires, Argentine. - Caribbean : Crossroads of the World - El Museo del Barrio, Studio Museum in Harlem, Queens Museum of Art, New York. - Don't Be Shy, Don't Hold Back - The Logan Collection At SFMOMA - Musée d'art moderne de San Francisco, Californie, États-Unis. - Exposition Christie’s - Hôtel JW Marriott, Cannes, France. - God Save the Queen : Punk in the Netherlands 1977-1984 - Centraal Museum, Utrecht, Pays-Bas. - In Extremis: Death and Life in 21st-Century Haitian Art - Fowler Museum at UCLA, Los Angeles. - Les chefs-d'œuvre de la donation Yvon Lambert - Collection Lambert en Avignon, France. - Les Maîtres du désordre - Musée du quai Branly, Paris. - Martin Visser : collector, designer, free spirit - Musée des Bons-Enfants, Maastricht, Pays-Bas. - Masterpieces from The Berardo Collection - Gary Nader Art Centre, Miami, Floride, États-Unis. - Meneer Delta - Museum Boijmans van Beuningen, Rotterdam, Pays-Bas. - Micro Mania - Gagosian Gallery, Paris. - Motion and Emotion : Contemporary Art from Gerhard Richter to Chakaia Booker - Bowdoin College Museum of Art, Brunswick, Maine, États-Unis. - Narren. Künstler. Heilige. - Kunst- und Ausstellungshalle der Bundesrepublik Deutschland, Bonn, Allemagne. - Regarding Warhol : Sixty Artists, Fifty Years - The Metropolitan Museum of Art, New York. - Salon du dessin 2012 - Galerie de France, Paris. - Same Same But Different - Galerie Bruno Bischofberger, Zurich, Suisse. - Self-Portrait - Louisiana Museum of Contemporary Art, Humlebaek, Danemark. - Théâtre du monde - Museum of Old and New Art, Hobart, Tasmanie, Australie. Exposition itinérante. La Maison rouge, fondation Antoine-de-Galbert, Paris. - This Will Have Been : Art, Love & Politics in the 1980s - Institut d'art contemporain de Boston, États-Unis. Exposition itinérante. Institute of Contemporary Arts, Londres / Walker Art Center, Minneapolis, États-Unis. - Times Square Show Revisited - Hunter College Art Galleries, New York. - Urban Fine Art, Group Exhibition - 99 Mount Street, Londres. |
| 2013  | - 30 Americans - Frist Center for the Visual Arts, Nashville, Tennessee. Exposition itinérante. Detroit Institute of Arts, Michigan, États-Unis. - 30 Years - Galerie Thaddaeus Ropac, Salzbourg, Autriche. - A partir de Figura : Una posible lectura de los 80 - Centro Andaluz de Arte Contemporáneo, Séville, Espagne. - Blues for Smoke - Whitney Museum of American Art, New York. - Bonjour Monsieur Matisse! Rencontre(s) - Musée d'art moderne et d'art contemporain de Nice, France. - Calligraffiti 1984-2013 - Leila Heller Gallery, New York. - Don't Be Shy, Don't Hold Back - San Francisco Museum of Modern Art, San Francisco, États-Unis. - Faux Semblants - Galerie Christophe Gaillard, Paris. - In Extremis : Death and Life in 21st Century Haitian Art - Fowler Museum of Contemporary Art, Los Angeles, États-Unis. - I, You, We - The Whitney Museum of American Art, New York. - L'art contemporain urbain investit Drouot - Digard Auction, Mairie du XIIIe arrondissement de Paris. - Le Pont - Musée d'art contemporain de Marseille, France. - Les aventures de la vérité : Peinture et Philosophie - Fondation Maeght, Saint-Paul de Vence, France. - Modern Masters On View In Palm Beach - Mark Borghi Fine Art, New York. - Navigating Art Languages : The James M. Shelton, Jr. Collection - El Paso Museum of Art, El Paso, Texas, États-Unis. - Red Contemporary Masters - Galerie Antoine Helwaser, Paris. - Refocus : Art of the 1980s - Museum of Contemporary Art, Jacksonville, Floride, États-Unis. - Sous influences, arts plastiques et psychotropes - La Maison rouge, fondation Antoine-de-Galbert, Paris. - Textures : the Written Word in Contemporary Art - ACA Galleries, New York. - This Will Have Been: Art, Love & Politics in the 1980s - Institute of Contemporary Art, Boston, États-Unis. - Wanted : Selected works from the Mugrabi Collection - Tel Aviv Museum of Art, Israël. |
| 2014  | - A Inusitada Coleção De Sylvio Perlstein - Musée d'art de São Paulo, Brésil. - Basquiat and the Bayou - Ogden Museum of Southern Art, Nouvelle-Orléans, Louisiane, États-Unis. - Black And White With Color Balance - Casterline\|Goodman Gallery, Aspen, Colorado, États-Unis. - Confrontation - Galerie Le Minotaure, Paris. - Dali fait le mur - Espace Dalí, Paris. - Haïti : Deux siècles de création artistique - Grand Palais, Paris. - La disparition des lucioles - Collection Lambert, Avignon, France. - L'Autre de l'art - LaM, Villeneuve-d'Ascq, Lille, France. - Le Mur, La collection Antoine de Galbert - La Maison rouge, fondation Antoine-de-Galbert, Paris. - Look at Me : Portraiture from Manet to The Present - Leila Heller Gallery, New York. - Post-Picasso, réactions contemporaines - Musée Picasso, Barcelone, Espagne. - Post Pop : East Meets West - The Saatchi Gallery, Londres. - Sur-Real - Woodward Gallery, New York. - The House - Faggionata Fine Art, Londres. - Une histoire, art, architecture et design, des années 80 à aujourd'hui - Centre national d'art et de culture Georges-Pompidou, Paris. - Urban Theater : New York Art in the 1980s - Musée d'art moderne de Fort Worth, Texas, États-Unis. - Visages, Picasso, Magritte, Warhol - Centre de la Vieille Charité, Marseille, France. |
| 2015  | - Accrochage 3 : Pop & Musique/Son - Fondation Louis Vuitton, Paris. - America Is Hard to See - Whitney Museum of American Art, New York. - Collecting Contemporary, 1960-2015 : Selections from the Schorr Collection - Musée d'art de l'université de Princeton, New Jersey, États-Unis. - Don't Shoot the Painter. Paintings from UBS Art Collection - Galerie d'art moderne de Milan, Italie. - I Got Rhythm. Kunst und Jazz seit 1920 - Kunstmuseum Stuttgart, Allemagne. - I Like It Like This - S\|2 x Drake - Sotheby's, New York. - La Figuration Libre. Historique d'une aventure - Musée Paul Valéry, Sète, France. - Le Pressionnisme 1970-1990, les chefs-d’œuvre du graffiti sur toile de Basquiat à Bando - Pinacothèque de Paris, Paris. - Nach dem frühen Tod - Staatliche Kunsthalle Baden-Baden, Allemagne. - O Olhar do Colecionador / The Collector's Eye - Musée Berardo, Lisbonne. - Painting 2.0 : Malerei Im Informationszeitalter - Museum Brandhorst, Munich, Allemagne. - Pair(s) - Maison Particulière, Bruxelles. - Picasso Mania - Grand Palais, Paris. - Regards sur la collection d'Agnès B. - LaM, Villeneuve-d'Ascq, Lille, France. - Sprayed : Works from 1929 to 2015 - Gagosian Gallery, Londres. - Tower - Ibid Projects, Londres. - Warhol & his babies - Palais Kuenburg-Langenhof, Salzbourg, Autriche. - Woodward Gallery Decades - Woodward Gallery, New York. |
| 2016  | - De Warhol à Basquiat, les chefs-d’œuvre de la collection Lambert - Musée de Vence, Fondation Emile Hugues, France. - Punk. Its Traces In Contemporary Art - Musée d'art contemporain de Barcelone, Espagne. |
| 2017  | - About Face - New York Academy of Art, Southampton Arts Center, New York. - On aime l'art...!! Agnès B. - Collection Lambert en Avignon, France. - Pop art, voir plus... - Château des Adhémar et Musée d'Art Contemporain Saint-Martin, Montélimar, France. |
| 2018  | - Jazz & Love - Centre de la Vieille Charité, Marseille, France. - Libres figurations, Années 80 - Fonds Hélène et Édouard Leclerc pour la culture, Landerneau, France. - Même pas peur - Fondation Bemberg, Hôtel d'Assézat, Toulouse, France. - Zeitgeist: The Art Scene of Teenage Basquiat - Maier Museum of Art, Virginie, États-Unis. Exposition itinérante. Howl! Happening: An Arturo Vega Project, New York. |

## Musique

### Discographie
2011 : Gray - Shades of... (Label: Plush Safe Records).
| N° | Titre                                    | Interprète(s)                                                          | Auteur(s)                                                              | Producteur(s)                                                          | Durée |
| -- | ---------------------------------------- | ---------------------------------------------------------------------- | ---------------------------------------------------------------------- | ---------------------------------------------------------------------- | ----- |
| 1  | Suicide Hotline                          | Jean-Michel Basquiat                                                   | Jean-Michel Basquiat                                                   | Justin Thyme                                                           | 3:26  |
| 2  | Wig                                      | Jean-Michel Basquiat / Michael Holman / Nicholas Taylor                | Michael Holman / Nicholas Taylor                                       | Michael Holman / Nicholas Taylor                                       | 2:50  |
| 3  | Cut It Up High Priest                    | Michael Holman / Nicholas Taylor                                       | Michael Holman / Nicholas Taylor                                       | Michael Holman / Nicholas Taylor                                       | 4:20  |
| 4  | Pillar of Salt                           | Michael Holman / Nicholas Taylor                                       | Michael Holman / Nicholas Taylor                                       | Michael Holman / Nicholas Taylor                                       | 1:07  |
| 5  | The Mysterious Ashley Bickerton          | Ashley Bickerton / Michael Holman / Nicholas Taylor                    | Michael Holman / Nicholas Taylor                                       | Michael Holman / Nicholas Taylor                                       | 5:04  |
| 6  | The Man Who                              | Michael Holman / Nicholas Taylor                                       | Michael Holman / Nicholas Taylor                                       | Michael Holman / Nicholas Taylor                                       | 2:54  |
| 7  | Drum Mode                                | Jean-Michel Basquiat / Michael Holman / Nicholas Taylor / Justin Thyme | Jean-Michel Basquiat / Michael Holman / Nicholas Taylor / Justin Thyme | Jean-Michel Basquiat / Michael Holman / Nicholas Taylor / Justin Thyme | 7:22  |
| 8  | Dan Asher (I Saw You Liking Everything?) | Michael Holman / Nicholas Taylor                                       | Michael Holman / Nicholas Taylor                                       | Michael Holman / Nicholas Taylor                                       | 2:09  |
| 9  | I Know                                   | Michael Holman / Nicholas Taylor                                       | Michael Holman / Nicholas Taylor                                       | Michael Holman / Nicholas Taylor                                       | 3:05  |
| 10 | Guantlet of Wriggleys                    | Michael Holman                                                         | Michael Holman / Nicholas Taylor                                       | Michael Holman / Nicholas Taylor                                       | 2:02  |
| 11 | Eight Hour Religion                      | Jean-Michel Basquiat / Michael Holman / Nicholas Taylor                | Michael Holman / Nicholas Taylor                                       | Michael Holman / Nicholas Taylor                                       | 2:23  |
| 12 | Mockingbird                              | Michael Holman / Nicholas Taylor                                       | Michael Holman / Nicholas Taylor                                       | Michael Holman / Nicholas Taylor                                       | 2:15  |
| 13 | Doktor Dhoom                             | Michael Holman / Nicholas Taylor                                       | Michael Holman / Nicholas Taylor                                       | Michael Holman / Nicholas Taylor                                       | 1:34  |
| 14 | Figure It Out For Yourself               | Jean-Michel Basquiat / Michael Holman / Nicholas Taylor                | Michael Holman / Nicholas Taylor                                       | Michael Holman / Nicholas Taylor                                       | 1:23  |
| 15 | Washington, Dc 20013                     | Nicholas Taylor                                                        | Michael Holman / Nicholas Taylor                                       | Michael Holman / Nicholas Taylor                                       | 2:08  |
| 16 | Bad Fool (Red Skelton)                   | Michael Holman / Nicholas Taylor                                       | Michael Holman / Nicholas Taylor                                       | Michael Holman / Nicholas Taylor                                       | 3:23  |
| 17 | Life On The Streets                      | Michael Holman / Nicholas Taylor                                       | Michael Holman / Nicholas Taylor                                       | Michael Holman / Nicholas Taylor                                       | 2:44  |
| 18 | Ba Da Da                                 | Nicholas Taylor                                                        | Michael Holman / Nicholas Taylor                                       | Michael Holman / Nicholas Taylor                                       | 0:55  |

### Producteur
- 1983 : Rammellzee vs. K-Rob - Beat Bop (Label: Tartown Records TT001)[64].

### Créations graphiques
- 1983 : Rammellzee and Toxic C1 - Live at the Rhythm Lounge. 8 min. Réalisé par Salomon Emquies.
- 1983 : Rammellzee vs. K-Rob - Beat Bop (Label: Tartown Records TT001).
- 1984 : The Offs - The Offs First Record (Label: CD Presents)[65].

## Postérité

### Marché de l'art
La cote de l'artiste a crû de manière régulière. En mai 2016, une de ses toiles décroche un nouveau record en étant adjugée 57,2 millions de dollars (50,2 millions d’euros) lors d’enchères organisées par Christie’s à New York. En 2017, le record est encore battu avec un autre tableau sans titre, datant de 1982 : cet Untitled est acheté 110,5 millions de dollars par un homme d'affaires japonais.
En 2023, gallery 297 lui rend un hommage à Miami, à travers une exposition phare intitulé " BASQUIAT PAINTING".
Aux côtés de Pablo Picasso, de Frida Kahlo, de Man Ray, de Tamara de Lempicka, de Fernand Léger, Madonna collectionne les œuvres de Basquiat, son ancien compagnon.

### Expositions
- 2004 : Jean-Michel Basquiat : An Intimate Portrait - Photographies de Nicholas Taylor - Castellani Art Museum, Niagara Falls, États-Unis.
- 2014 : Reclining Nude : Jean-Michel Basquiat - Photographies de Paige Powell - The Suzanne Geiss Company, New York.
- 2015 : Paige Powell : The Ride - Portland Art Museum, Oregon, États-Unis[69].

### Musique
- La couverture de la mixtape Ignorant Art (2011) d'Iggy Azalea est un hommage au célèbre portrait de Basquiat et Warhol en boxeurs, photographiés par l'américain Michael Halsband.
- Pour la promotion de l'album Rebel Heart (2015) de Madonna, Jean-Michel Basquiat apparaît le visage ficelé avec une corde noire[70]. D'autres figures historiques ont subi ce même détournement ; nous pouvons citer Martin Luther King, Gandhi, Nelson Mandela, Bob Marley. Ces images ont fait polémique.
- Nous trouvons de multiples références à Basquiat dans le domaine musical ; de nombreux rappeurs le mentionnent dans leurs textes[71] :

- Les Strokes ont choisi une œuvre de Basquiat pour illustrer la pochette de leur album The New Abnormal (2020).

| Année | Titres |
| ----- | --- |
| 1999  | - Basquiat de l'album Intempestives, Yves Simon (Label: Universal Music Group). |
| 2001  | - Get at me de l'album Infamy, Mobb Deep (Label : Epic Records). |
| 2005  | - To Bob Ross with Love de l'album The Papercut Chronicles, Gym Class Heroes (Label : Atlantic Records). |
| 2006  | - Jean & Andy de l'album Green Tour, Jazzy Ivy. |
| 2010  | - That Oprah, single, Swizz Beatz (Label: Universal Motown Republic Group). |
| 2011  | - Basquiat de l'album Baba Love, Arthur H (Label: Polydor). - Die Like a Rockstar de l'album XXX, Danny Brown (Label : Fool's Gold Records). - John (If I die today) de l'album Tha Carter IV, Lil Wayne Ft. Rick Ross (Label : Cash Money Records). - Moments de la mixtape Semester Abroad, Kidz in the Hall (Label : Duck Down Records). - Most Kingz de la compilation Roc Nation 2011, interprétée par Jay-Z Ft. Chris Martin (Label : Roc Nation).                                 |
| 2012  | - Ten thousand hours et Victory Lap de l'album The Heist, Macklemore et Ryan Lewis (Label : Macklemore LLC). |
| 2013  | - Doom Dada, single, T.O.P. (Labels : YG Entertainment/KT Music). - Look Like Basquiat de l'album Y.O.T.S. (Year of the Savage), Robb Bank$ (Producteur : SpaceGhostPurrp). - Oceans de l'album Magna Carta Holy Grail, Jay Z Ft. Frank Ocean (Labels : Roc-A-Fella Records/Roc Nation). - Phoenix de l'album Long. Live. A$AP., ASAP Rocky (Labels: ASAP Worldwide/Polo Grounds/RCA). - Picasso Baby de l'album Magna Carta Holy Grail, Jay Z (Labels: Roc-A-Fella Records/Roc Nation). |
| 2014  | - Basquiat de la mixtape Black Hystori Project, Cyhi the Prynce (Label : GOOD Music). |
| 2015  | - Graffiti Heart de l'album Rebel Heart, Madonna (Label : Universal Music Division Polydor). |
| 2019  | - Basquiat de l'album Bonjour Tristesse : Saison 1, Luidji (Label : Foufoune Palace Bonjour). |

### Photographie
- Gilles Bensimon, « Jean-Michel Basquiat and the high funk of hip-hop », Elle, novembre 1995
- Barron Claiborne, No Mundane Options, Code Magazine, mars 2001
- Cedric Buchet, « Basquiat », Vogue Hommes International, printemps 2010
- Olga Laris, « The Iconics », bbmundo, février 2012[72]
- Juco, A$AP Rocky & Jeremy Scott : Knock 'Em Out The Box, Complex, Mars 2012
- Mark Segal, « Portrait of an Artist », Vogue Japan, janvier 2014
- Erwin Olaf, « Les Beaux Arts », Vogue Nederland, mars 2014
- Matthew Kristall, « Gotta Move », The New York Times Style Magazine, mars 2015

### Illustration
- Dans le livre pour enfants Life Doesn't Frighten Me (1993), les peintures de Basquiat illustrent le poème de Maya Angelou[73].
- Le créateur de mode Jean-Charles de Castelbajac signe la couverture de la revue littéraire Bordel consacrée à Jean-Michel Basquiat (2008)[74] ; le dessin est un portrait de Basquiat ; quatre crânes humains ornent sa chevelure. L'ouvrage est disponible en quatre couleurs : rose, jaune, vert et violet. En 2010, il illustre la couverture du roman d'Anaïd Demir, Le Dernier Jour de Jean-Michel Basquiat[75] : un portrait du peintre à l'acrylique, des monstres surgissent de ses dreadlocks noires.
- A Pile of Crowns, for Jean-Michel Basquiat

### Théâtre
- Enzo Cormann (dramaturge), La Révolte des Anges, France, Éditions de Minuit, 2004, 71 p. (ISBN 2-7073-1613-X)[76]
- Mustafa Stitou (dramaturge), Basquiat & Warhol, De Nieuw Amsterdam, Pays-Bas, 2010[77]
- Harold Finley (dramaturge/metteur en scène), A Thousand Miles of History, The Bussey Building, Royaume-Uni, 2013[78]
- Koffi Kwahulé (dramaturge) Laëtitia Guédon (metteur en scène), SAMO, A tribute to Basquiat[79], co-production La Comédie de Caen – Centre dramatique national de Normandie, Théâtre des Quartiers d'Ivry – Centre dramatique national du Val-de-Marne, La Loge (Paris), Tropiques Atrium – Scène nationale de la Martinique, Théâtre Victor-Hugo, Bagneux / Vallée Sud Grand Paris, 2017

## Filmographie
- Blondie, Rapture. 4:54 min. Clip vidéo. Basquiat tient le rôle d'un disc jockey dans une boîte de nuit, 1981.
- Edo Bertoglio (réalisateur), Downtown 81. 73 min. Écrit par Glenn O'Brien, produit par Maripol, 1981[32].
- Stephen Torton (réalisateur), One Day on Crosby Street. 22 min. Non commercialisé, 1982.
- Geoff Dunlop (réalisateur), Jean-Michel Basquiat and Andy Warhol. Extrait de State of the art: ideas and images in the 1980s. 328 min. Channel 4 / Arts Council of Great Britain, 1987.
- Paul Tschinkel (réalisateur), Jean-Michel Basquiat: an Interview. 34 min, 1981. Extrait de Young Expressionists Art/new york No. 19., 1983. Texte et interview par Marc H. Miller. InnerTube Video, NY, 1989[80].
- Geoff Dunlop (réalisateur), Shooting Star, 52 min. Channel 4 / Illuminations, 1990.
- John Tiffin (réalisateur/producteur), Morley Safer (présentateur), Yes...But Is It Art ? 12 min. Extrait de 60 Minutes. CBS News, 1993.
- Philippe Lallemant et Michel Quinejure (réalisateurs), Guillaume Durand (auteur/présentateur), L'Art contemporain est-il bidon ? 110 min. Canal+ / Ellipse Programme, 1994.
- Julian Schnabel (réalisateur), Basquiat. 106 min. Miramax Films, 1996[81].
- Christopher Rodley (réalisateur), Matthew Collings (auteur/présentateur), This is Modern Art. 149 min. Programme Three : Lovely, Lovely. 51 min. Oxford Television Company Production, Channel 4 Television Corporation, 1998[82].
- Dominique Mougenot (auteur/réalisateur), Portrait d'artiste : Jean-Michel Basquiat. 50 min. Écrit avec Joy Tlou. Coll. « Chroniques du XXe siècle », International Distribution Electronic [éd.] , France, 2003.
- Bethany Ward-Lawe (réalisatrice), Samo : The Art and Influence of Jean-Michel Basquiat. 52 min. Git Yourz Productions, 2008.
- Dominique Cabrera (réalisatrice), Quand la ville mord, collection Suite noire. 60 min. Agora Films, 2009.
- Fabrice Hourlier (réalisateur), Frédéric Taddeï (présentateur). D'art d'art : Slave Auction de Jean-Michel Basquiat. 2 min. Froggies Media, France, 2010.
- Jean-Michel Vecchiet (auteur/réalisateur), Basquiat, une vie. 52 min. Arte France, 2010[83].
- Tamra Davis (réalisatrice), Jean-Michel Basquiat: The Radiant Child. 88 min. M6 Vidéo [éd.], France, 2010[84].
- Serge Elissalde et Franck Guillou (réalisateurs), 1 minute au musée : l'Art moderne et contemporain. 40 min. Marché aux esclaves de Jean-Michel Basquiat. 1:26 min. Doriane Films, 2011[85].
- Jacques Goldstein (auteur/réalisateur) et Daniel Soutif (auteur), Noire est la couleur. 52 min. Arte France, 2016.
- Le tableau "Red Kings" de Basquiat apparaît et est mentionné plusieurs fois dans la deuxième saison de la série Netflix Marvel's Luke Cage (2018)[86].
- David Shulman (réalisateur), Basquiat: Rage To Riches. 90 min. BBC Studios / PBS Distribution, 2018.
- Sara Driver (réalisatrice), Basquiat, un adolescent à New York (Boom for Real: The Late Teenage Years of Jean-Michel Basquiat). Magnolia Pictures, 2018.